# Capela Sixtină

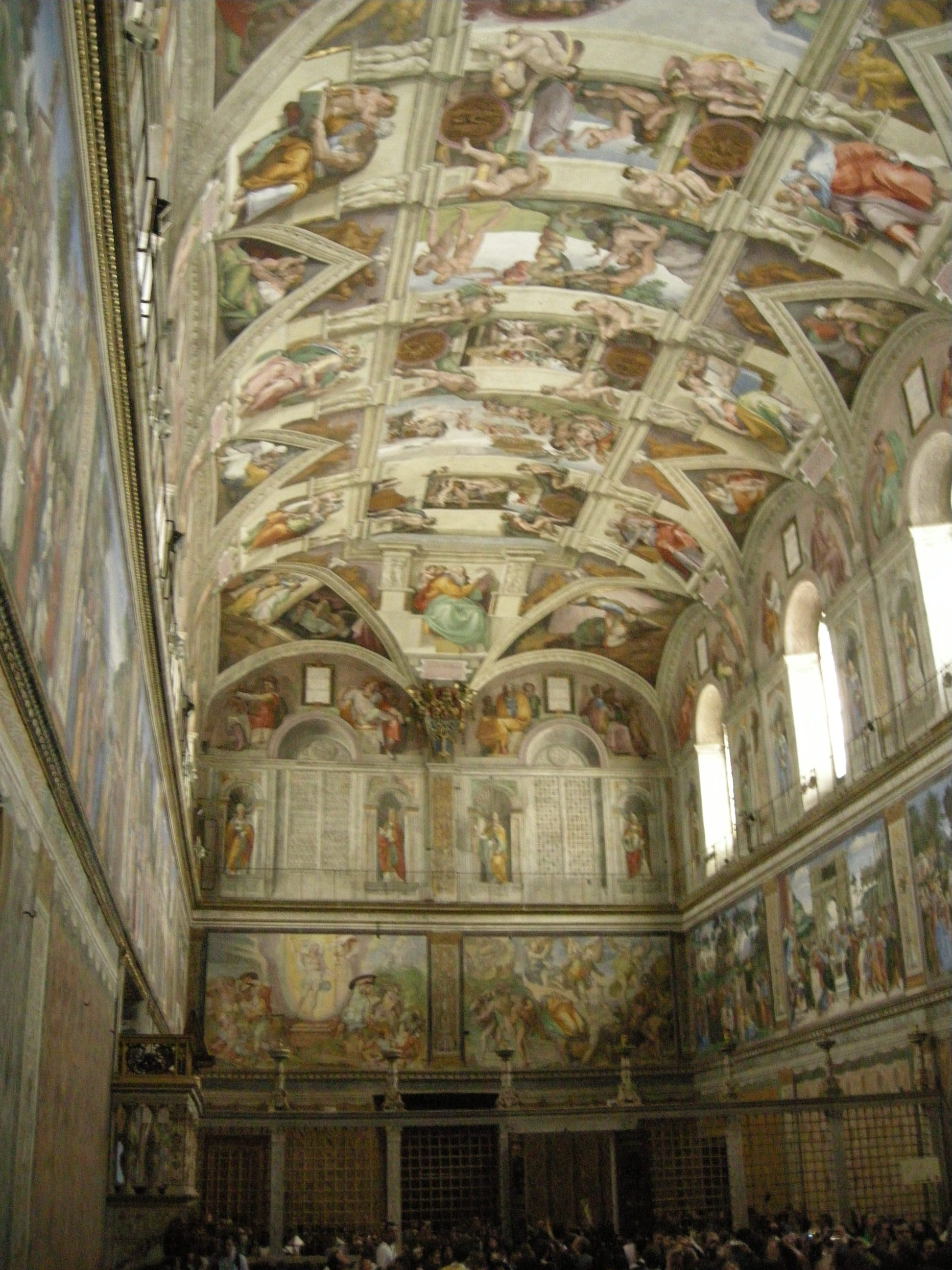
Capela Sixtină - Interior

Capela Sixtină (italiană: Cappella Sistina, iar în latină Sacellum Sixtinum / Aedicula Sixtina) este capela palatului papal din Vatican și este una din cele mai faimoase comori artistice ale Europei. A fost construită între anii 1472 și 1483, în timpul pontificatului papei Sixtus al IV-lea, de unde îi provine numele.

## Generalități
Capela se găsește în dreapta Bazilicii Sfântul Petru și este cunoscută în toată lumea, fiind locul unde se țin conclavurile cardinalilor pentru alegerea unui nou papă și datorită picturilor murale ale lui Michelangelo.
Capela are o formă dreptunghiulară, măsurând 40,93 metri în lungime și 13,41 metri lățime, corespunzând - conform tradiției biblice - dimensiunilor Templului lui Solomon. Înălțimea este de 20,70 metri, plafonul este în formă de boltă, pereții laterali au 12 ferestre iar pardoseala este din mozaic policrom de marmură. Capela are două părți: una mai mare împreună cu altarul, rezervată ceremoniilor religioase, și alta mai mică pentru credincioși. În timpul solemnităților mai importante, pereții laterali sunt acoperiți cu tapiserii executate după modele de Rafael.
Planurile arhitectonice aparțin lui Baccio Pontelli iar lucrările de construcție au fost executate sub supravegherea lui Giovannino de' Dolci. Primul serviciu religios a fost celebrat la 9 august 1483 și a fost dedicat Înălțării la cer a Fecioarei Maria.
Picturile de pe pereții laterali au fost executate de cei mai mari artiști ai timpului: Pietro Perugino, Sandro Botticelli, Domenico Ghirlandaio, Cosimo Rosselli, Luca Signorelli și de ajutoarele lor, printre care Pinturicchio, Pietro di Cosimo și Bartolomeo della Gatta. Subiectele picturilor reprezintă teme de istorie religioasă, selecționate după conceptul medieval de împărțire a istoriei lumii în trei epoci: prima de la Facerea lumii la darea Celor zece porunci, a doua de la Moise până la nașterea lui Isus Cristos, a treia fiind epoca creștinismului.

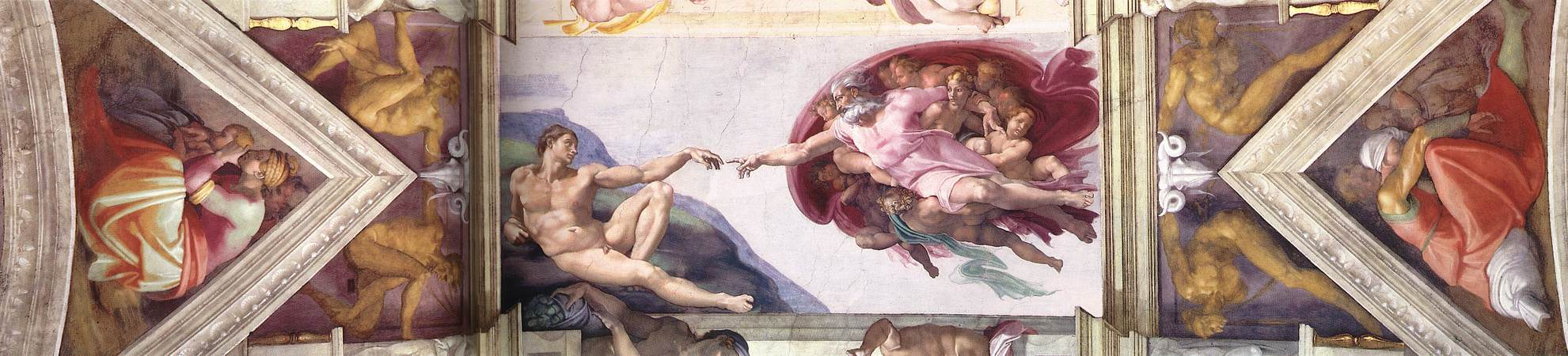
Plafonul Capelei Sixtine: Fragment cu motivul Crearea lui Adam, frescă de Michelangelo

În 1508 Papa Iuliu al II-lea i-a încredințat lui Michelangelo pictarea plafonului, care inițial reprezenta un cer albastru cu stele aurii. Executarea acestei lucrări a durat patru ani (1508-1512, artistul depune un efort istovitor, lucrează mai mult singur, stând ore în șir pe schele. Michelangelo ar fi trebuit să picteze figurile celor 12 apostoli, când lucrarea a fost desăvârșită cuprindea peste 3.000 de figuri pe o suprafață de aproape 500 de metri pătrați. Frescele au fost sfințite cu ocazia sărbătorii Tuturor Sfinților, în anul 1512. Giorgio Vasari povestește: „Aflând că vor fi descoperite frescele, s-a adunat toată suflarea să privească picturile, rămânând cu toții muți de încântare.” Artistul a folosit culori vii care, după renovarea Capelei între 1981 și 1994, și-au recăpătat în întregime strălucirea.

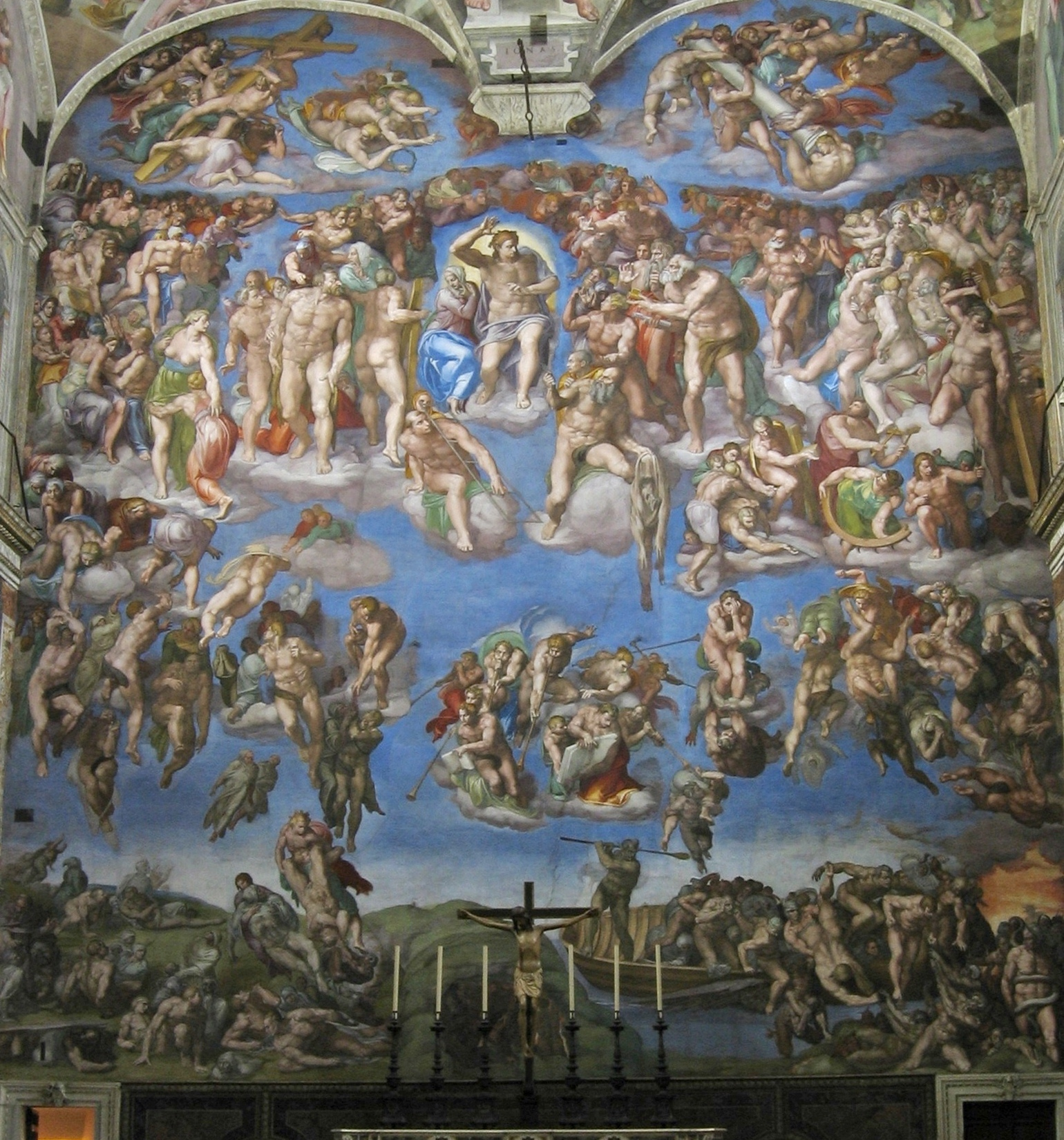
Capela Sixtină: Peretele altarului cu fresca lui Michelangelo Judecata de Apoi

În anul 1535, Michelangelo începe pictarea peretelui de deasupra altarului la cererea Papei Paul al III-lea, cu tema „Judecata de Apoi”, pe care o termină după șase ani, în 1541. Tema capătă dimensiuni uriașe, fresca înfățișează figuri și scene pline de groază, reflectând propria reprezentare a artistului, care trecea pe atunci printr-o dureroasă criză de credință. Pe 31 octombrie 1541, papa dezvelește cu mult fast pictura. Autoritățile bisericești și opinia publică rămân stupefiate la vederea atâtor corpuri goale, fără nicio acoperire, în cea mai importantă biserică a creștinătății. Artistul este învinuit de imoralitate, obscenitate și blasfemie. Cardinalul Carafa organizează o campanie („Campania frunzelor de viță”) pentru acoperirea organelor genitale. Această acțiune va avea loc după moartea lui Michelangelo și va fi executată de unul din ajutoarele sale, Daniele da Voltera, în anul 1565. Cu ocazia lucrărilor de restaurare din anii '90 ai secolului al XX-lea, aspectul original a fost refăcut în cea mai mare parte (deși multe din nudurile pictate de Michelangelo au rămas acoperite și nu au fost restaurate la versiunea artistului).

## Programul artistic
Tavanul Capelei Sixtine înfățișează la mijloc următoarele 9 scene din Facerea Lumii:

1. Separarea luminii de întuneric

2. Crearea Soarelui și Lunii 

3. Separarea pământului de ape

4. Facerea lui Adam

5. Facerea Evei

6. Izgonirea din Rai

7. Jertfa lui Noe

8. Potopul

9. Beția lui Noe

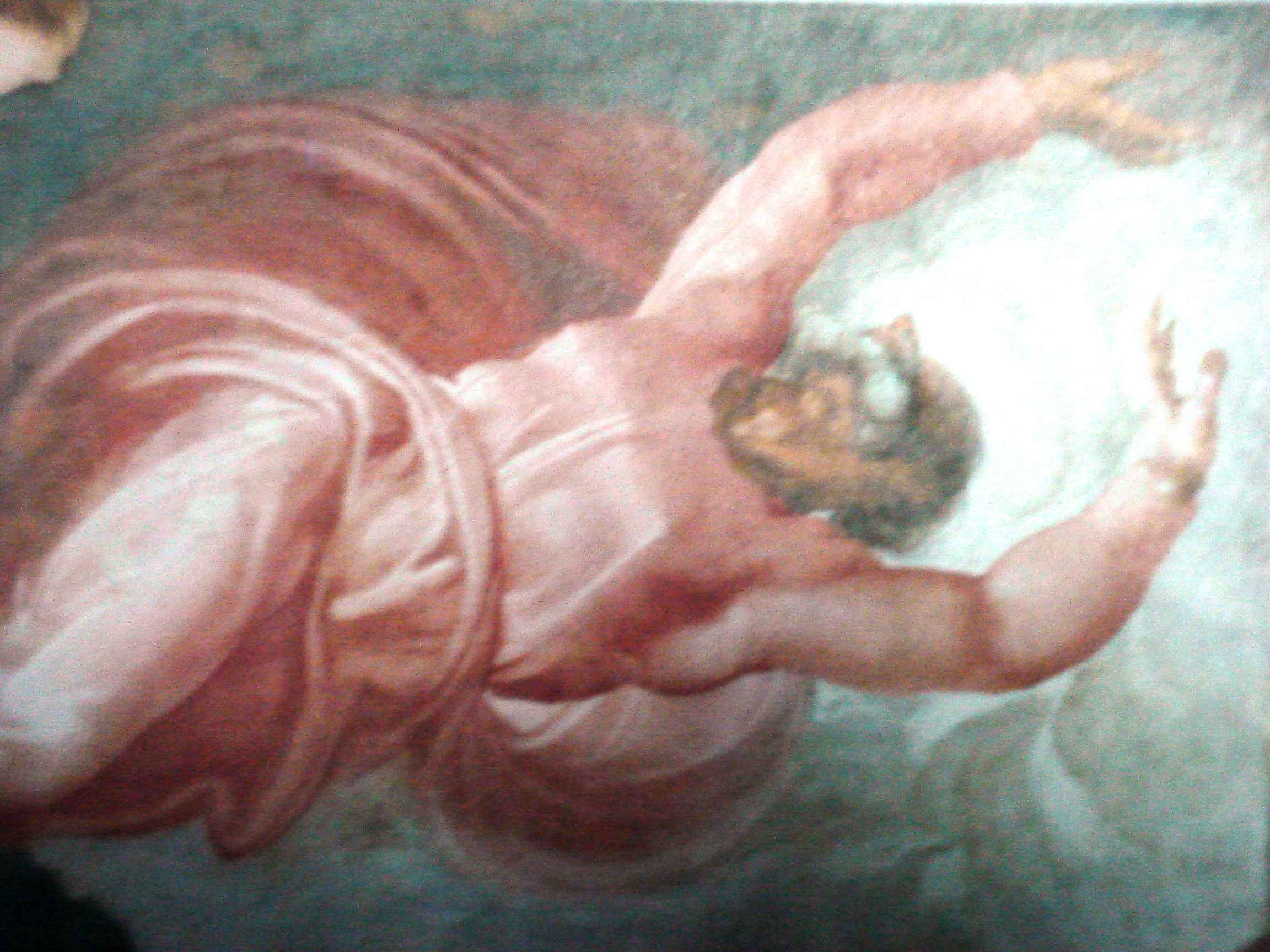
Separarea luminii de întuneric
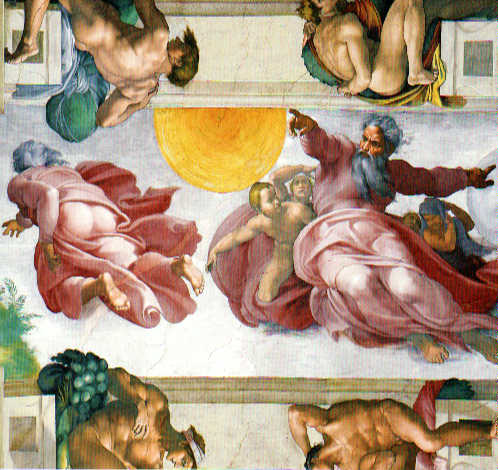
Crearea Soarelui și Lunii și crearea plantelor
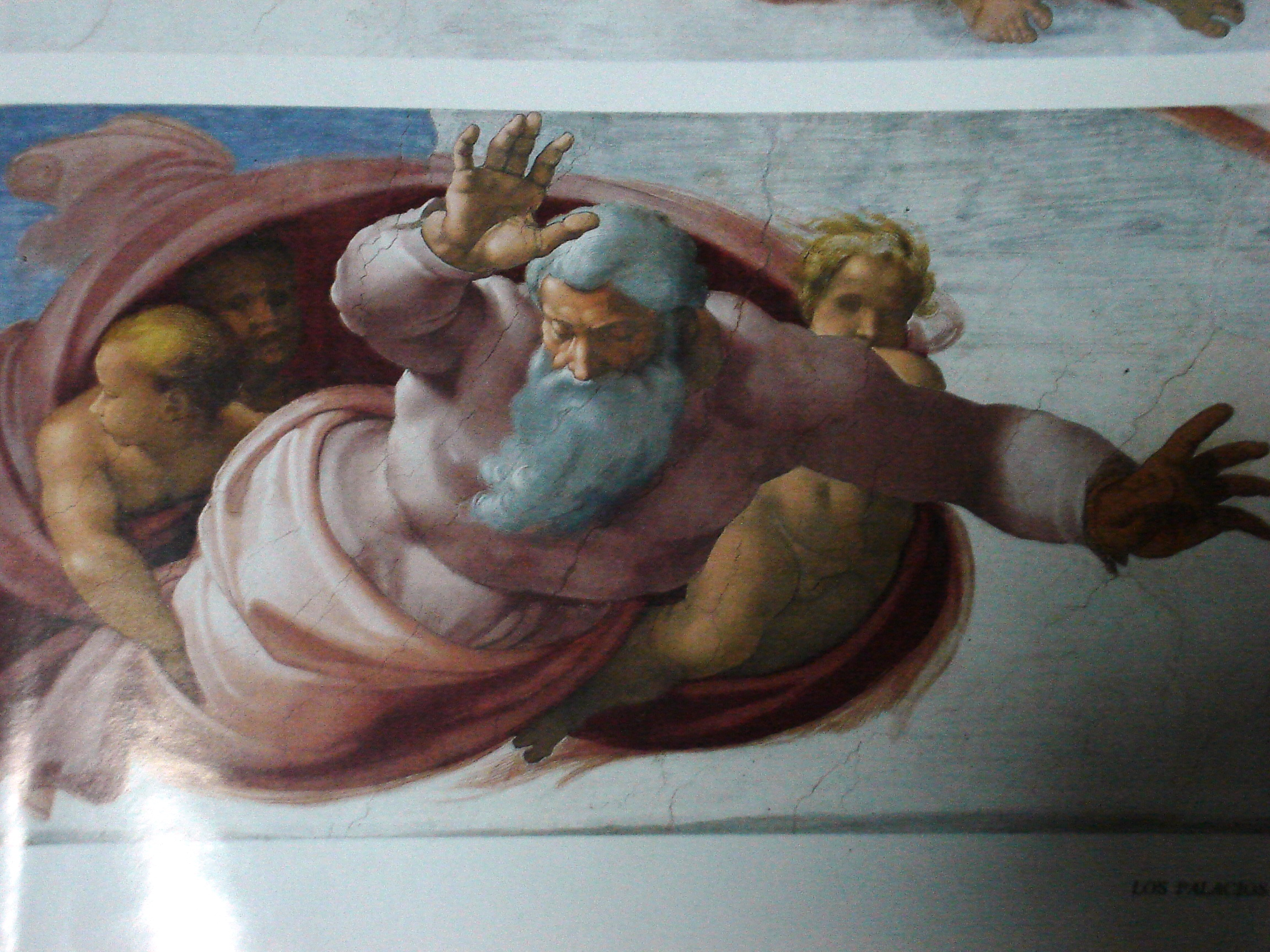
Separarea pământului de ape
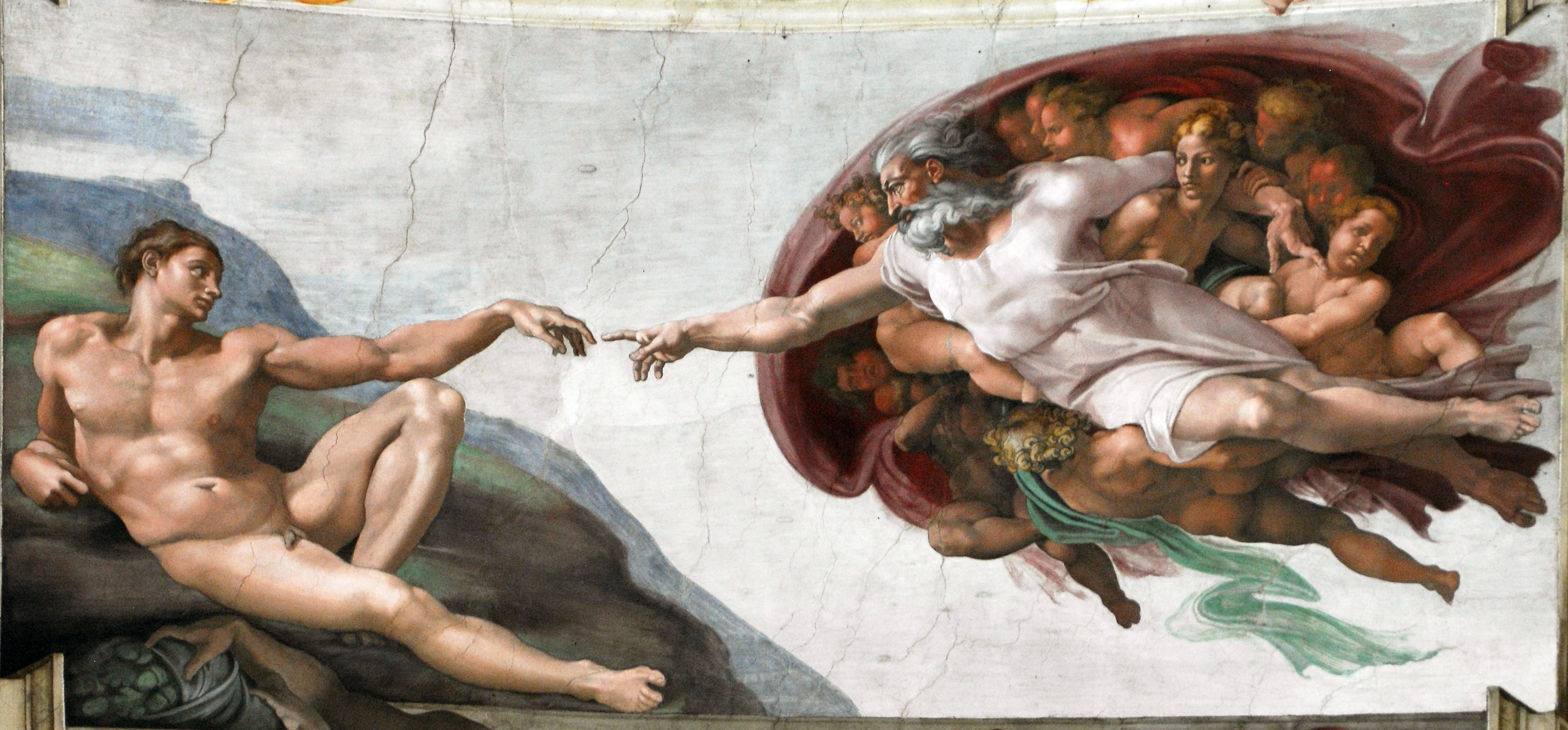
Crearea lui Adam
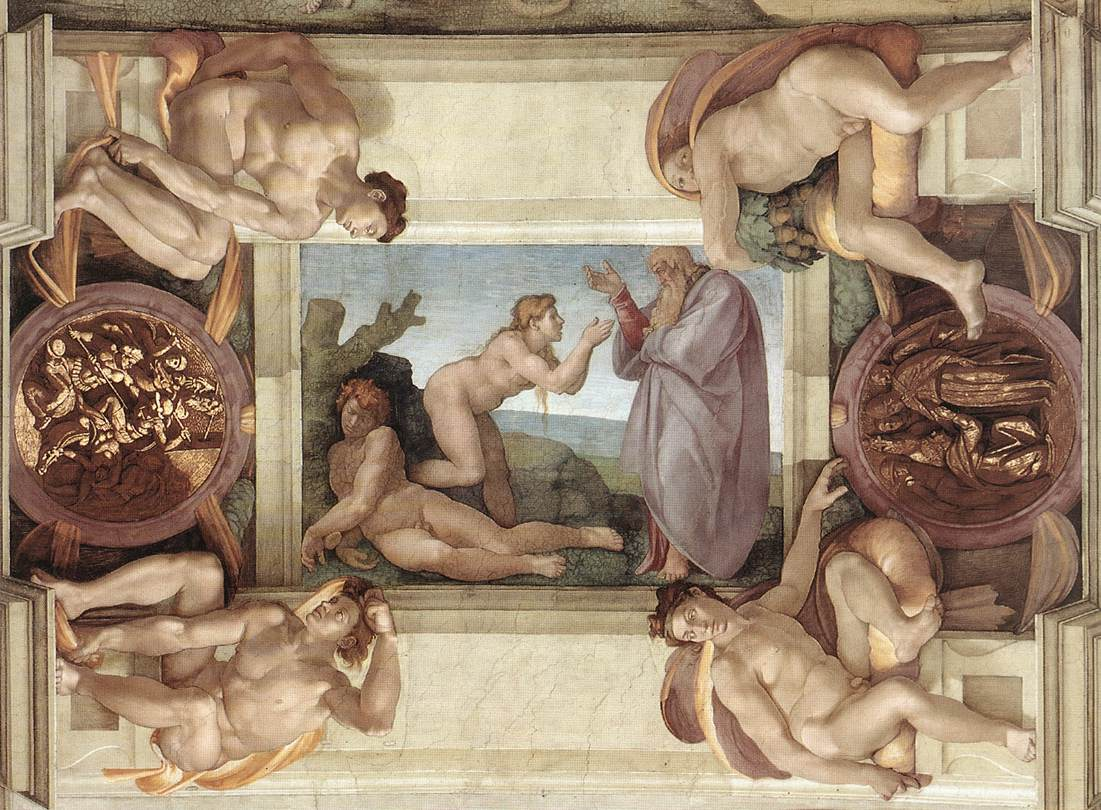
Crearea Evei
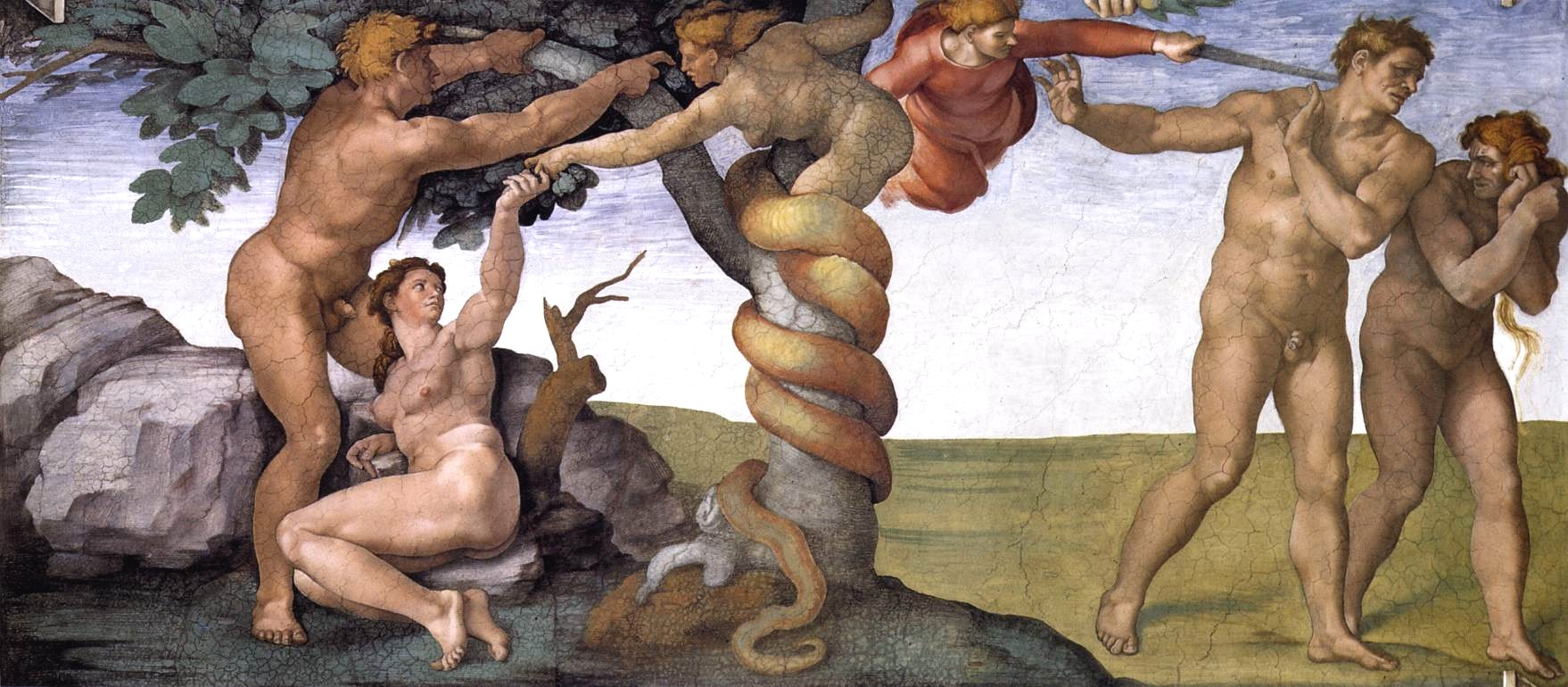
Izgonirea din Rai
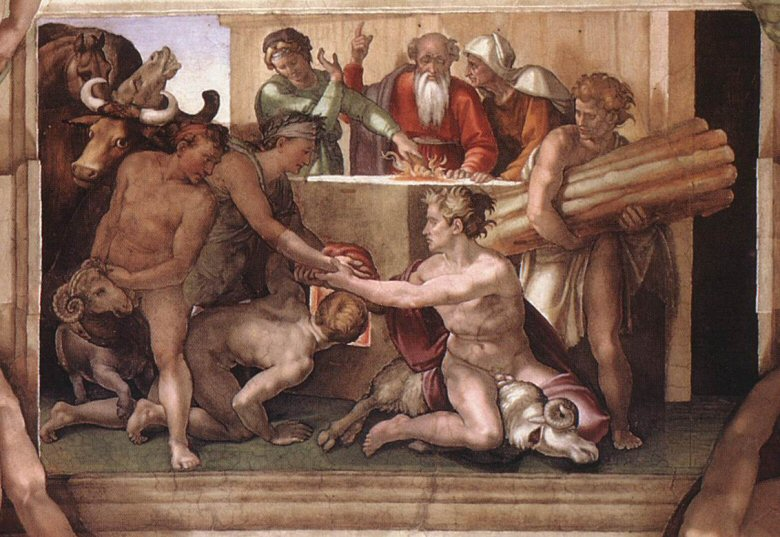
Jertfa lui Noe
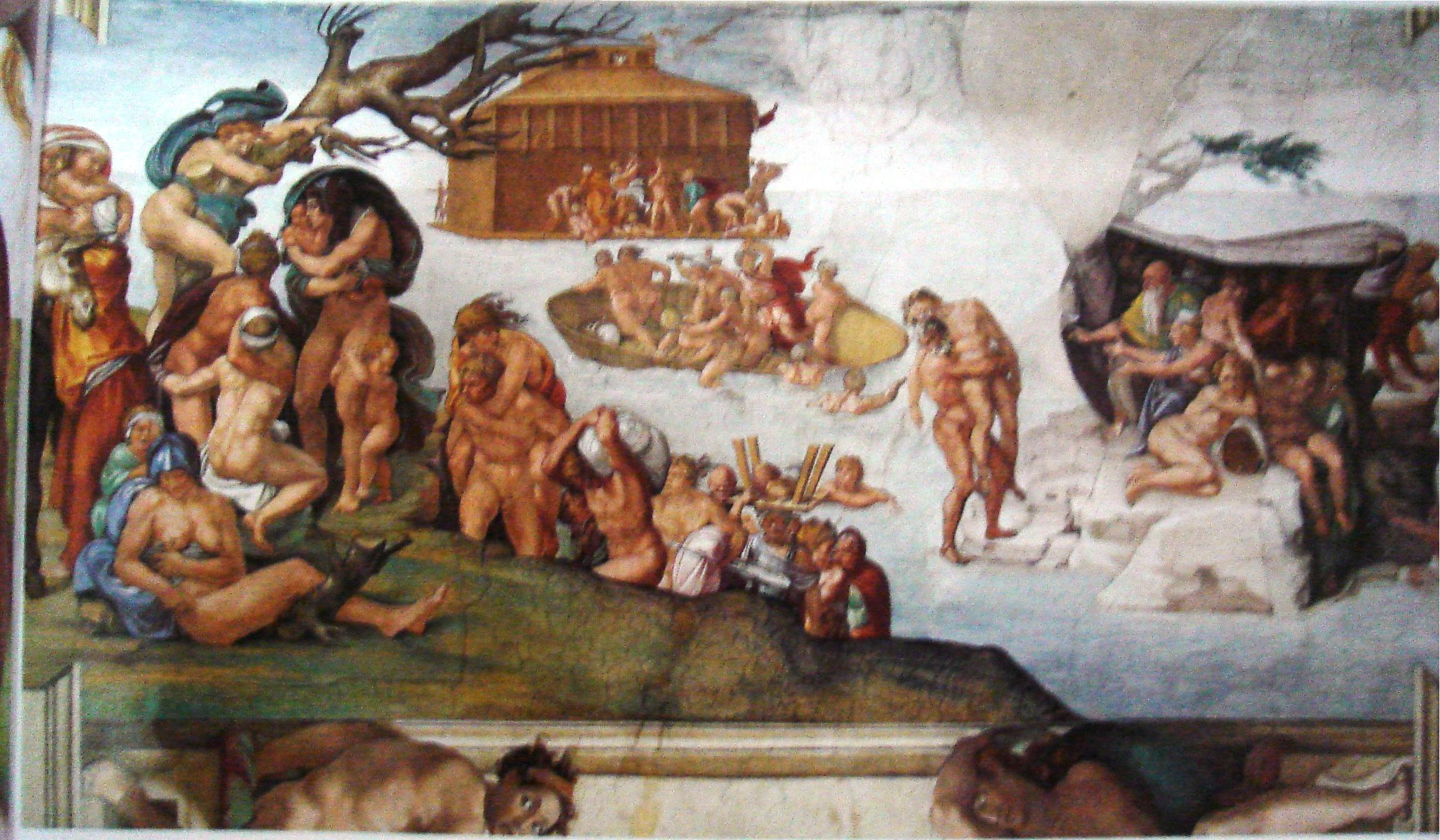
Potopul
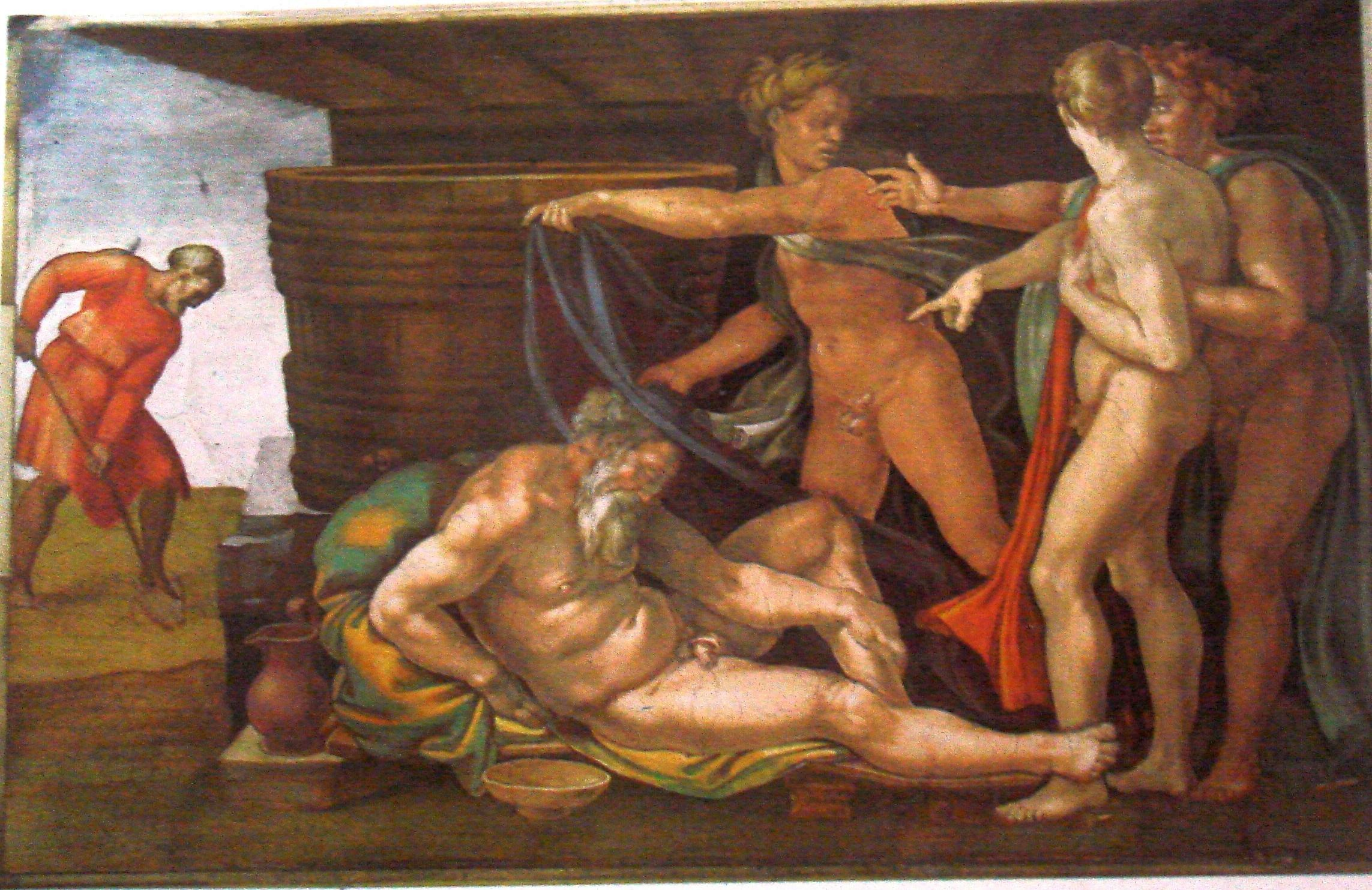
Beția lui Noe

În 12 câmpuri dreptunghiulare, Michelangelo a pictat pe tavan chipurile a 7 profeți și 5 sibile, după cum urmează:
Profeți:
- Daniel
- Ezechiel
- Isaia
- Ieremia
- Ioel
- Iona
- Zaharia

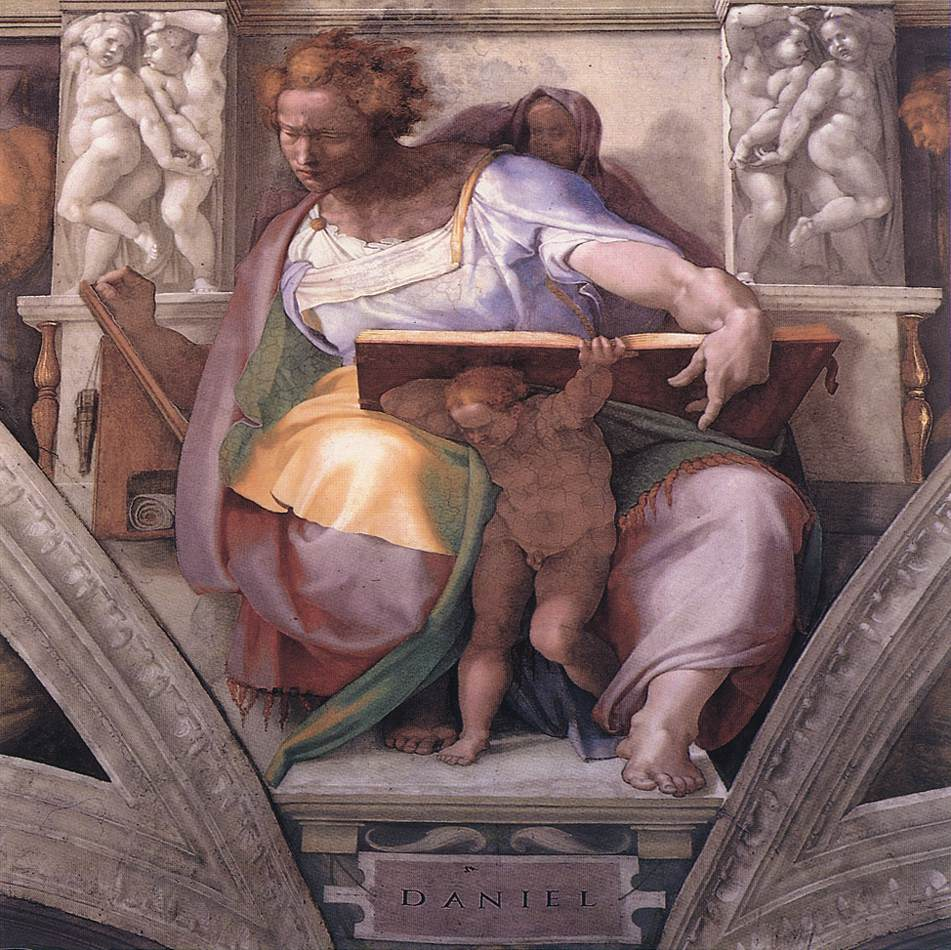
Michelangelo: Profetul Daniel
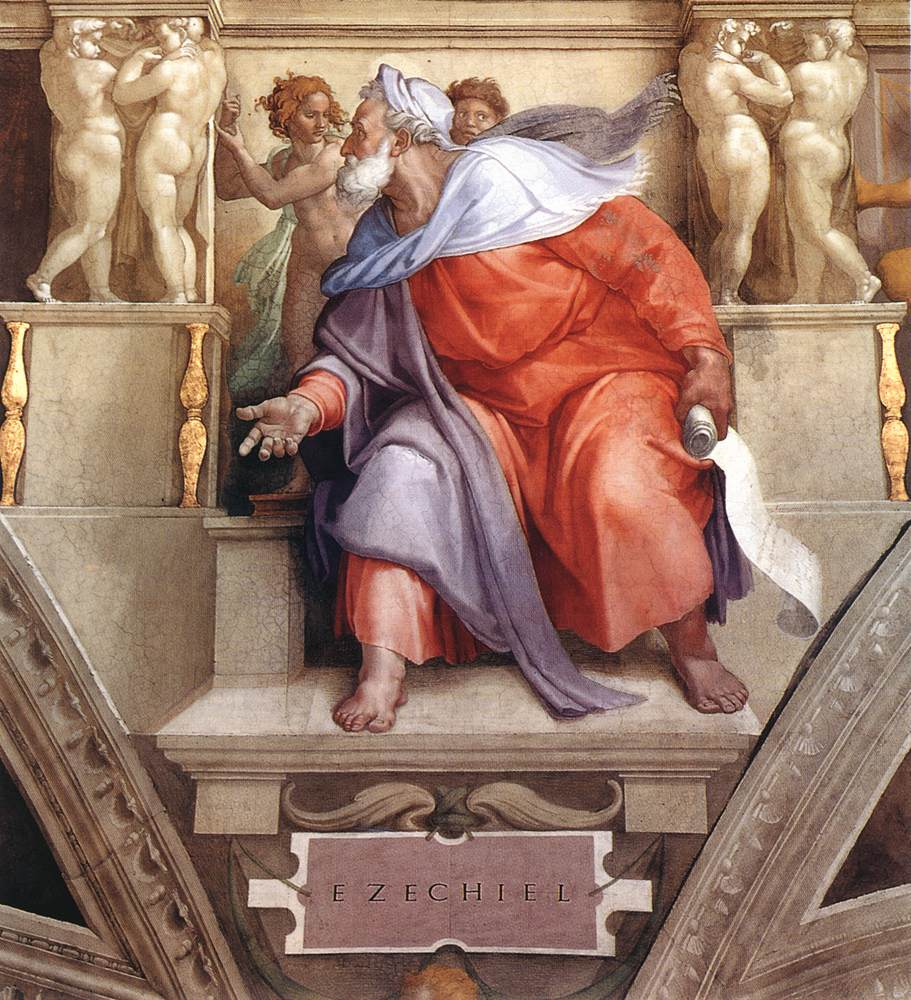
Michelangelo: Profetul Ezechiel
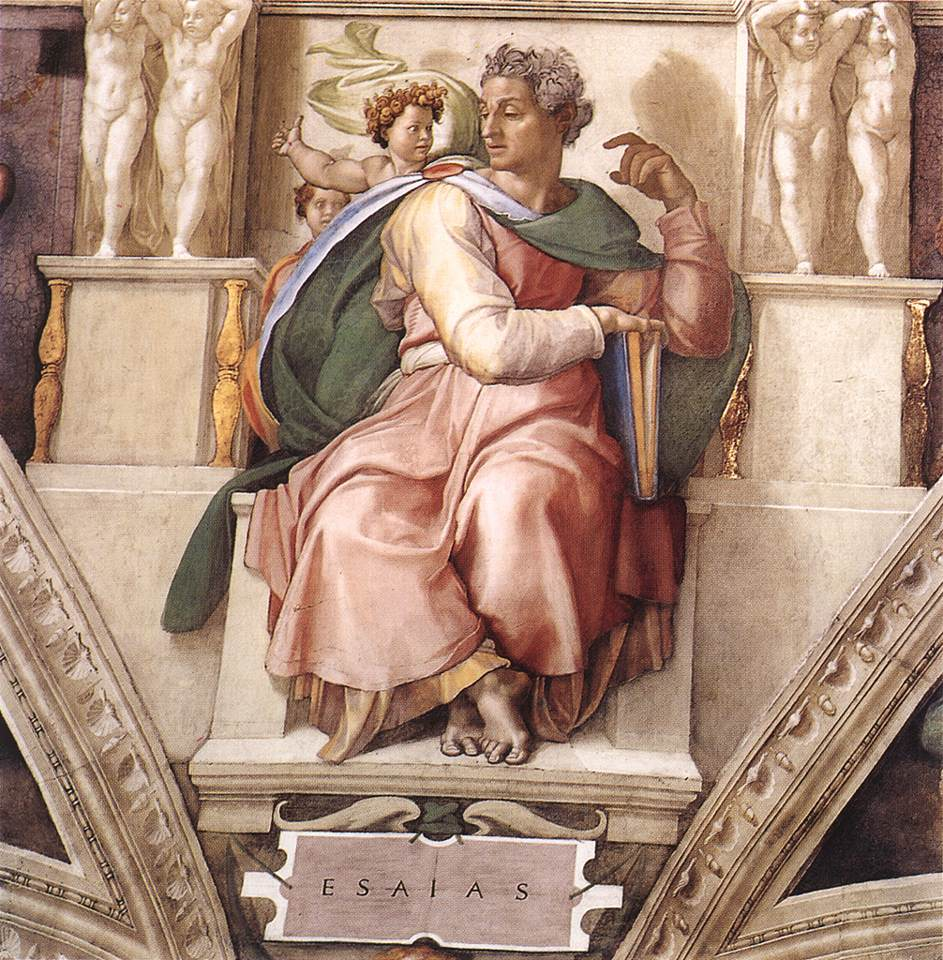
Michelangelo: Profetul Isaia
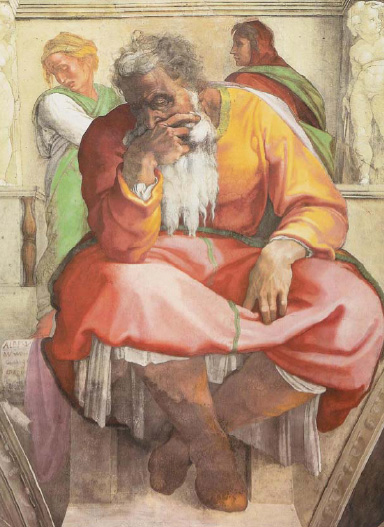
Michelangelo: Profetul Ieremia
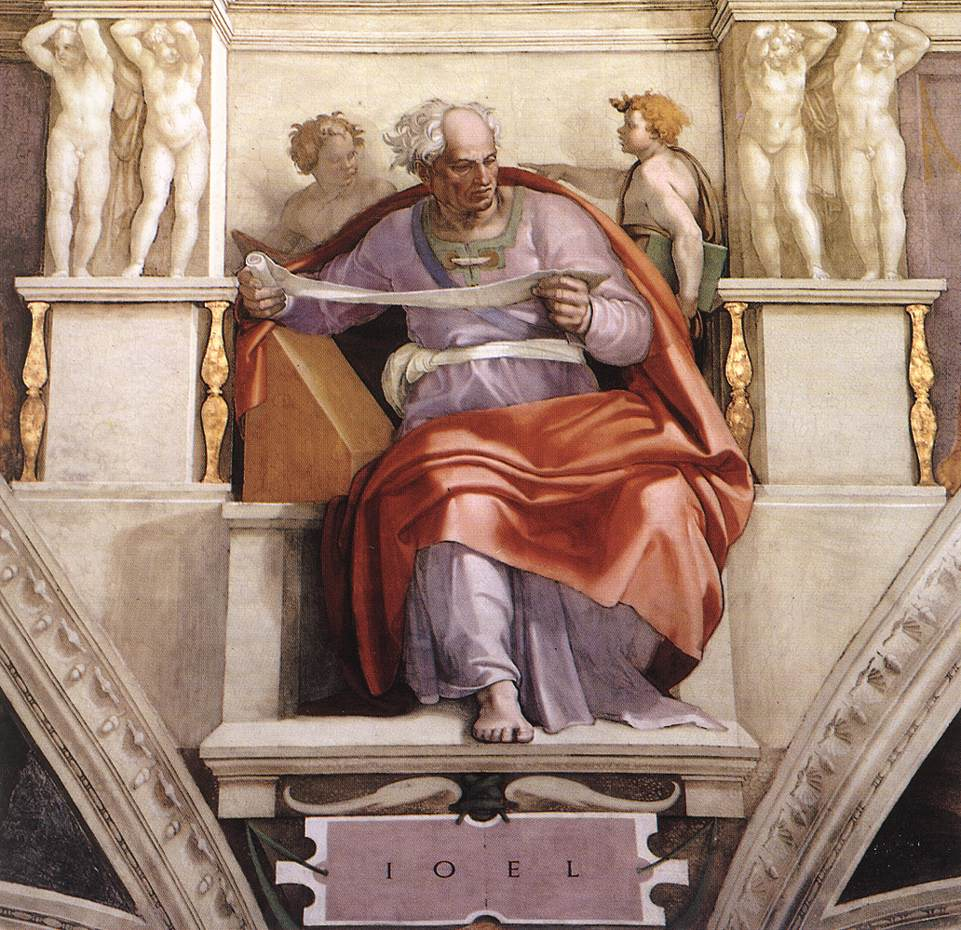
Michelangelo: Profetul Ioel
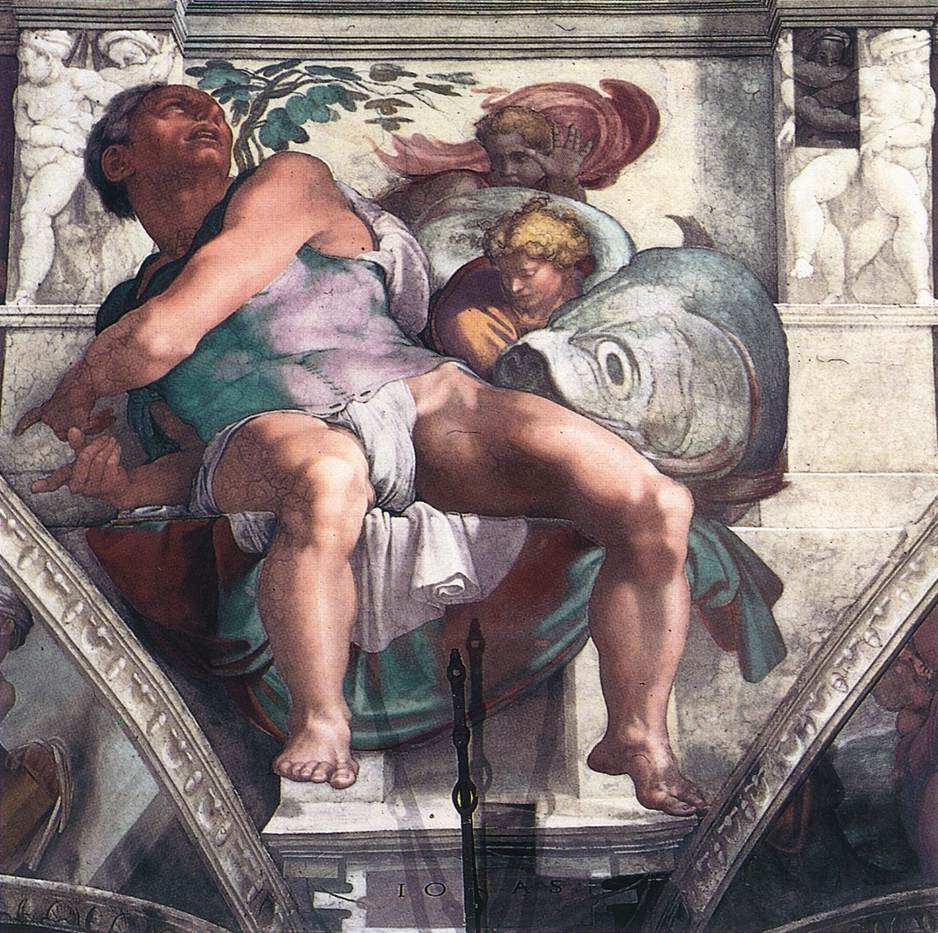
Michelangelo: Profetul Iona
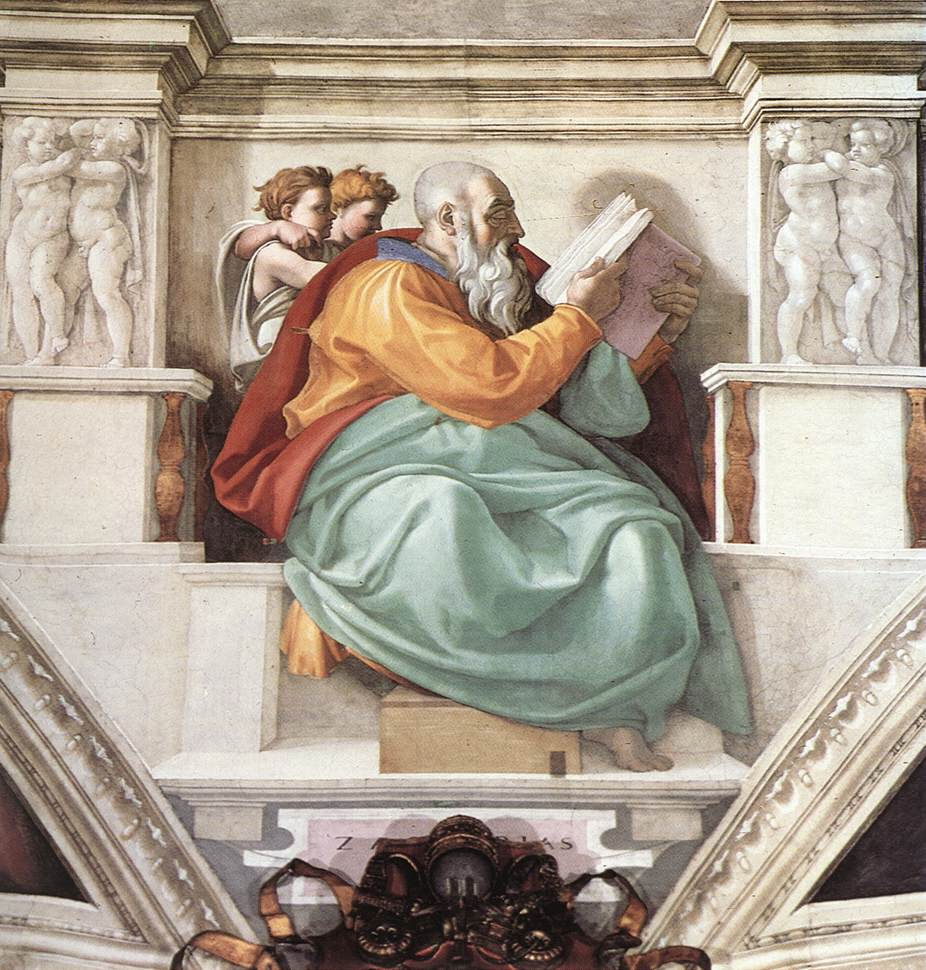
Michelangelo: Profetul Zaharia

Sibile:
- Sibila din Cumae (Sibila Cumană)
- Sibila din Delphi (Sibila Delfică)
- Sibila din Eritreea (Sibila Eritreeană)
- Sibila din Libia (Sibila Libiană)
- Sibila din Persia (Sibila Persiană)

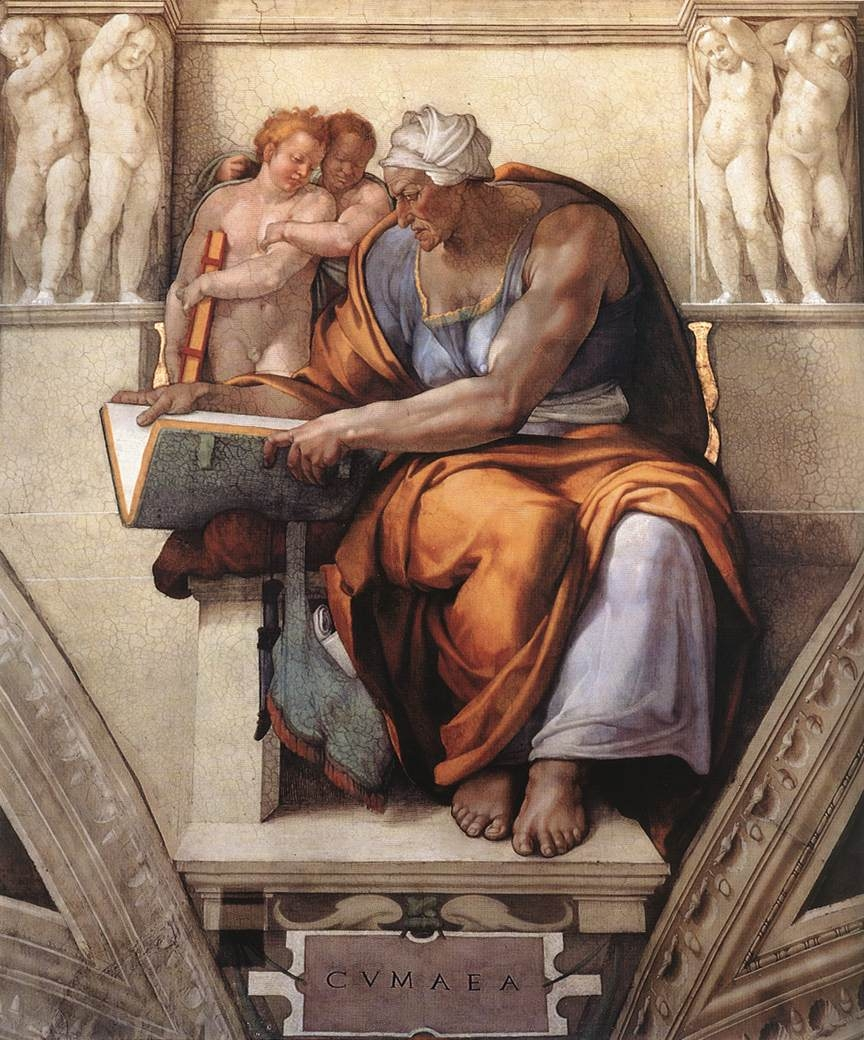
Michelangelo: Sibila din Cumae (Sibila Cumană)
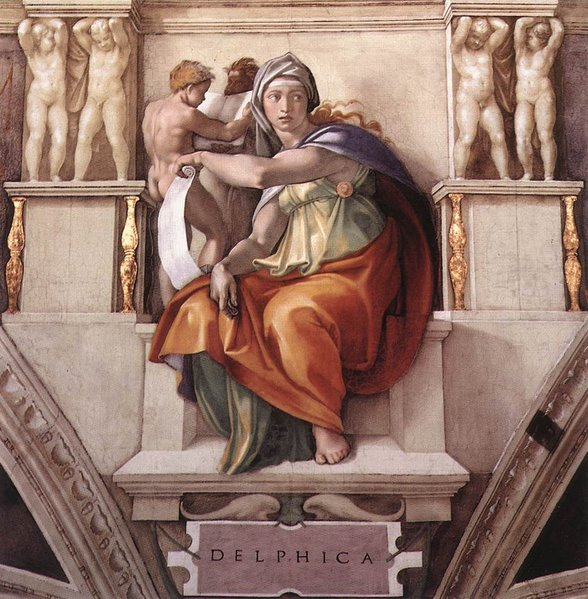
Michelangelo: Sibila din Delphi (Sibila Delfică)
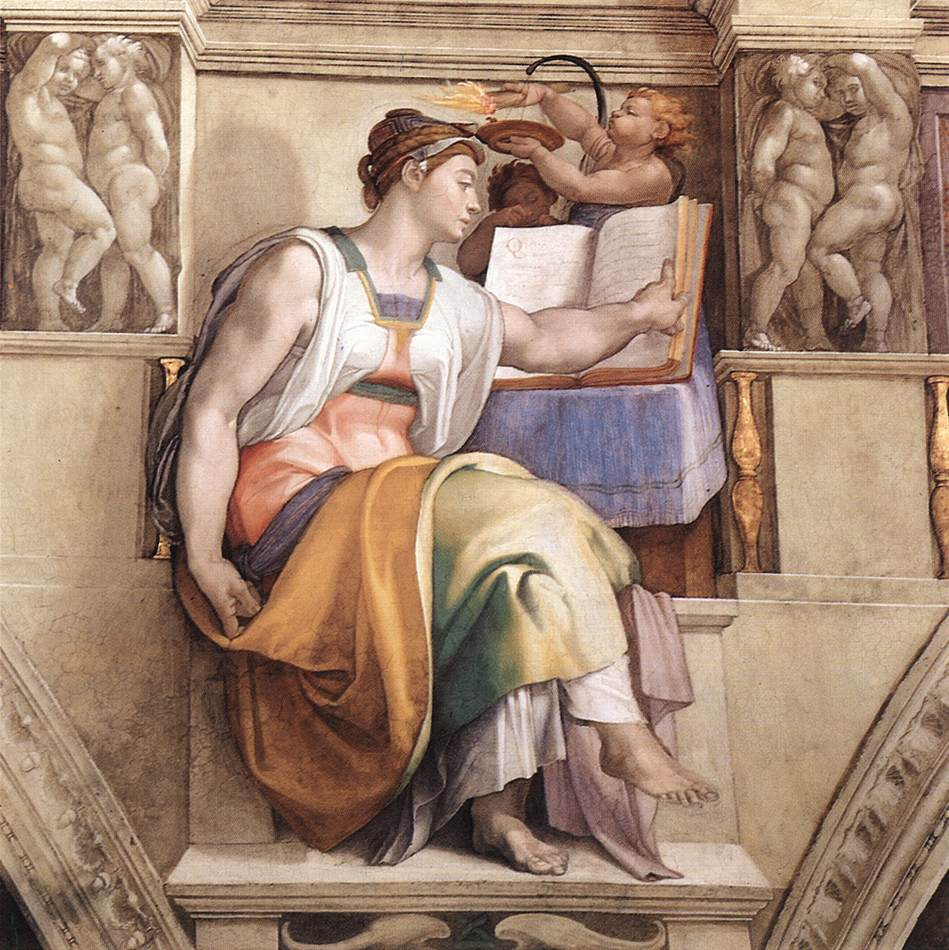
Michelangelo: Sibila din Eritreea (Sibila Eritreeană)
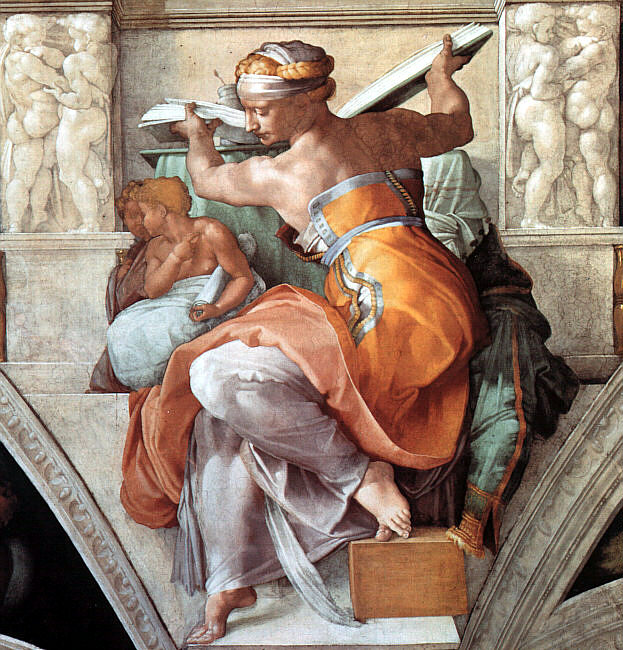
Michelangelo: Sibila din Libia (Sibila Libiană)
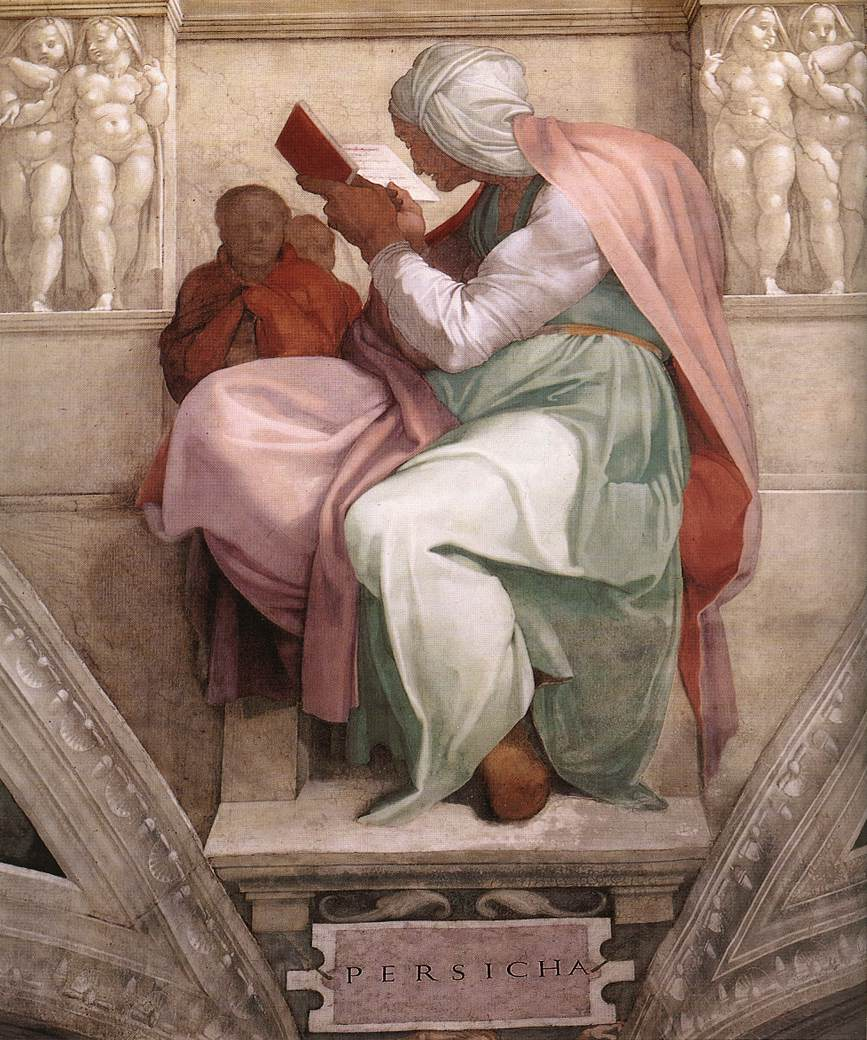
Michelangelo: Sibila din Persia (Sibila Persiană)

În 14 câmpuri semicirculare de pe tavan se găsesc fresce (realizate de Michelangelo) cu antecesorii lui Isus (Matei 1,1-16), 6 pe peretele nordic, 6 pe peretele sudic și 2 pe peretele opus "Judecății de Apoi". Numele antecesorilor, redate mai jos, corespund inscripțiilor originale de pe fresce.
Peretele nordic:
- Naason (lângă "Judecata de Apoi")
- Iesse + David + Salomon
- Asa + Ioshaphat + Ioram
- Ezechias + Manasses + Amon
- Iosiah + Iechonias + Salathiel
- Azor + Sadoch

Peretele sudic:
- Aminadab (lângă "Judecata de Apoi")
- Salmon + Booz + Obeth
- Roboam + Abias
- Ozias + Ioatham + Achaz
- Zorobabel + Abiud + Eliachim
- Achim + Eliud

Peretele opus "Judecății de Apoi"
- Eleazar + Mathan
- Iacob + Ioseph

Pereții laterali sunt împodobiți cu 12 tablouri ale unor maeștrii renascentiști, după cum urmează (de fiecare dată pornind de la peretele cu "Judecata de Apoi" spre partea opusă).
Peretele nordic (scene din viața lui Isus):

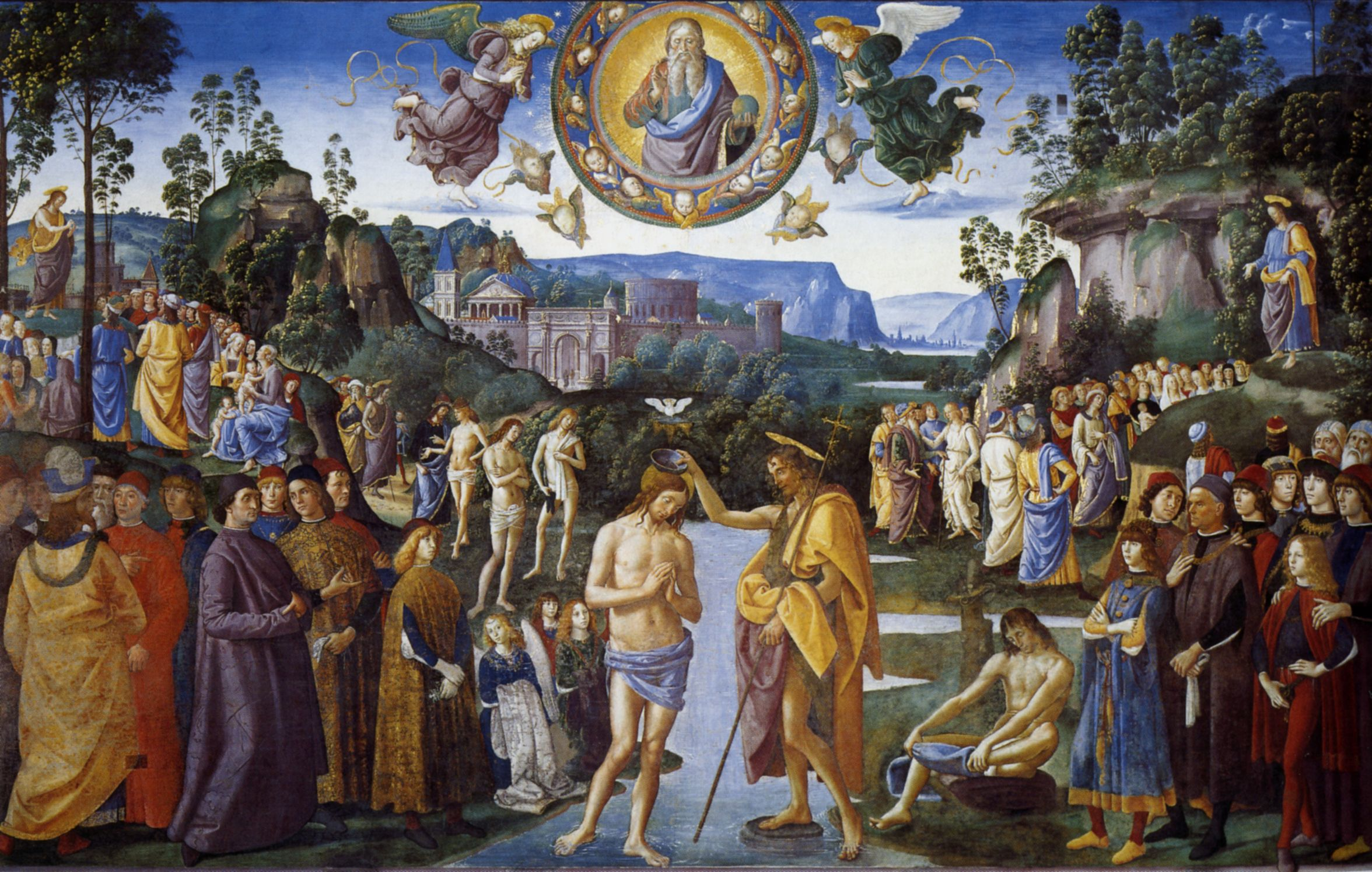
Botezul lui Isus (Pietro Perugino, 1482)
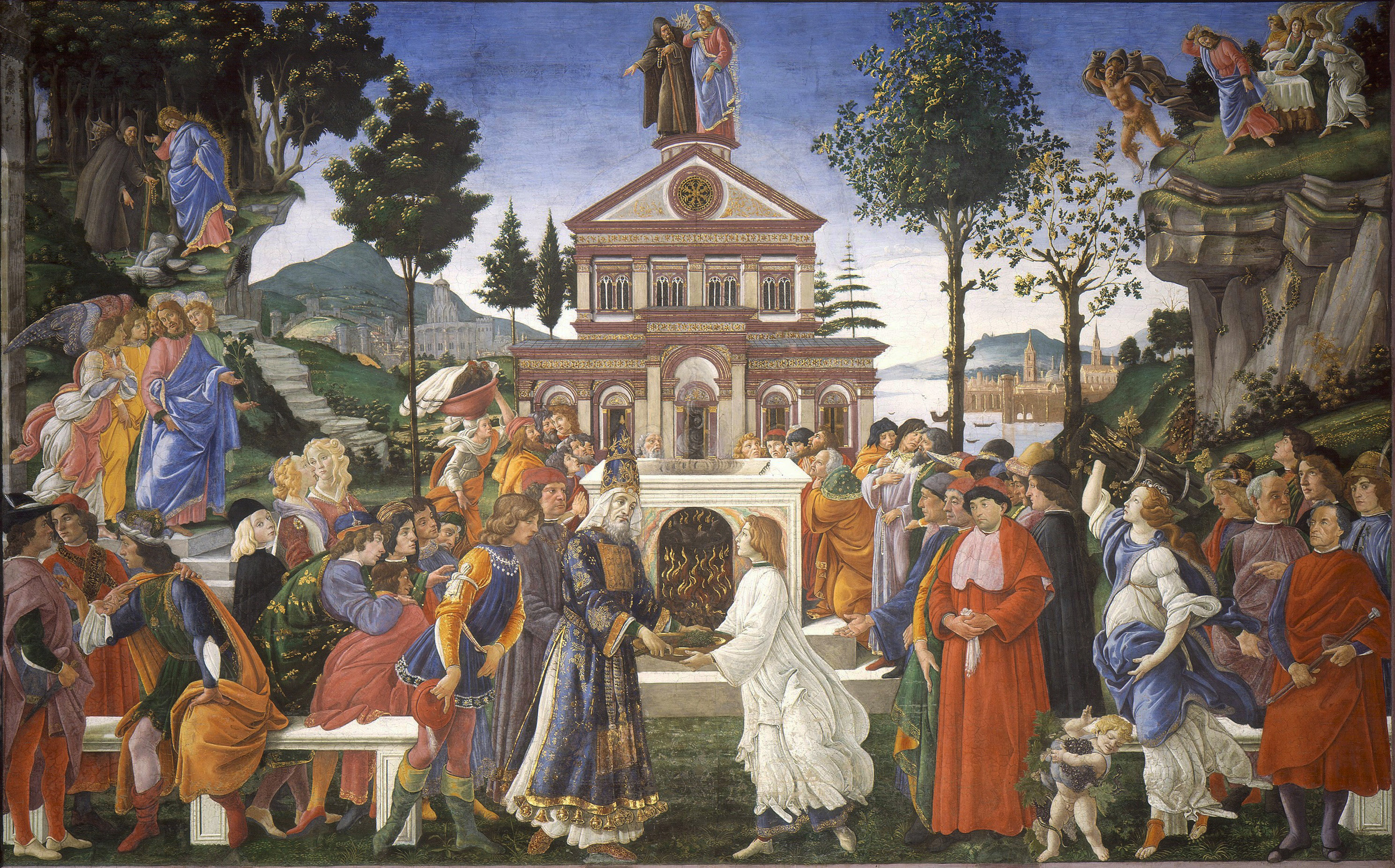
Ispitirea lui Isus (Sandro Botticelli, 1481-1482)
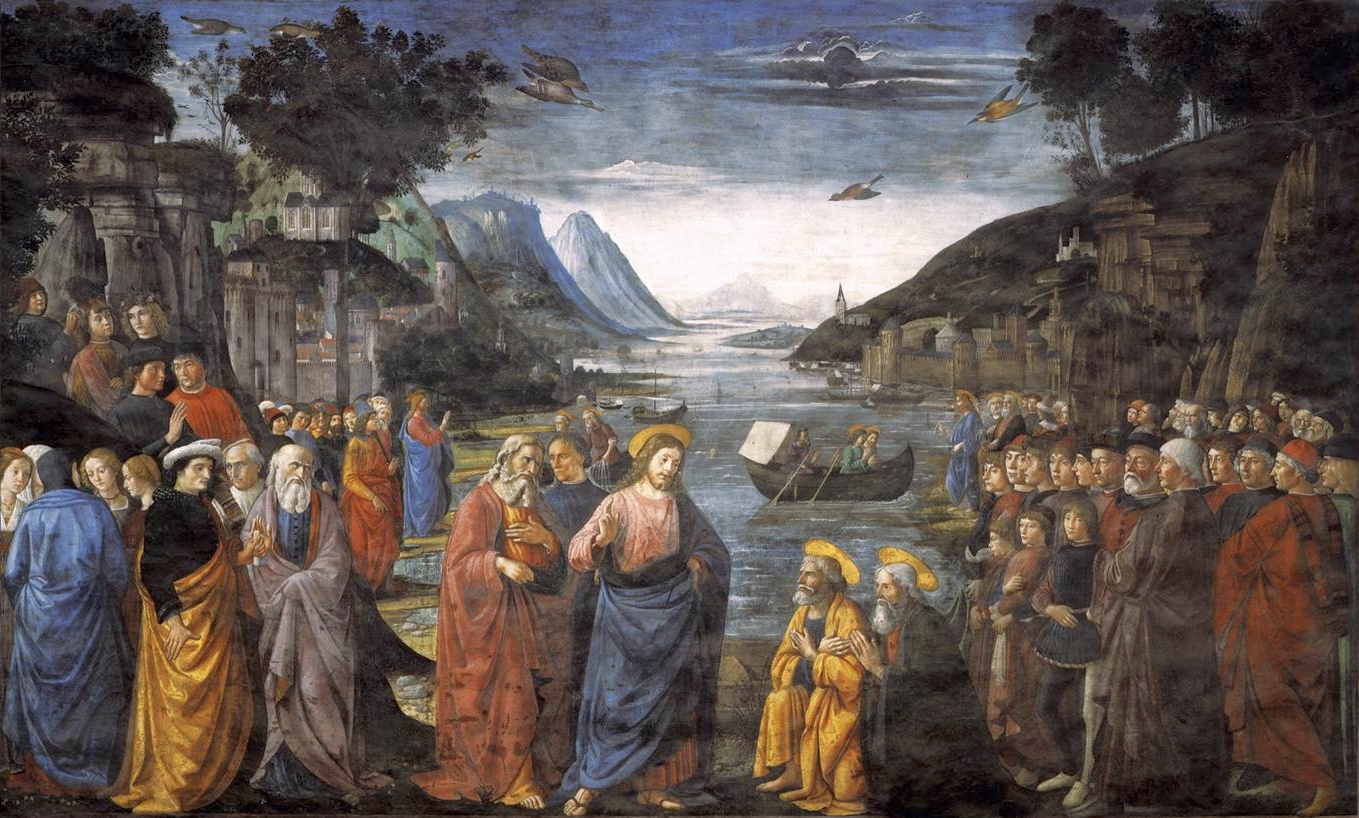
Chemarea primilor ucenici (Domenico Ghirlandaio, 1481-1482)
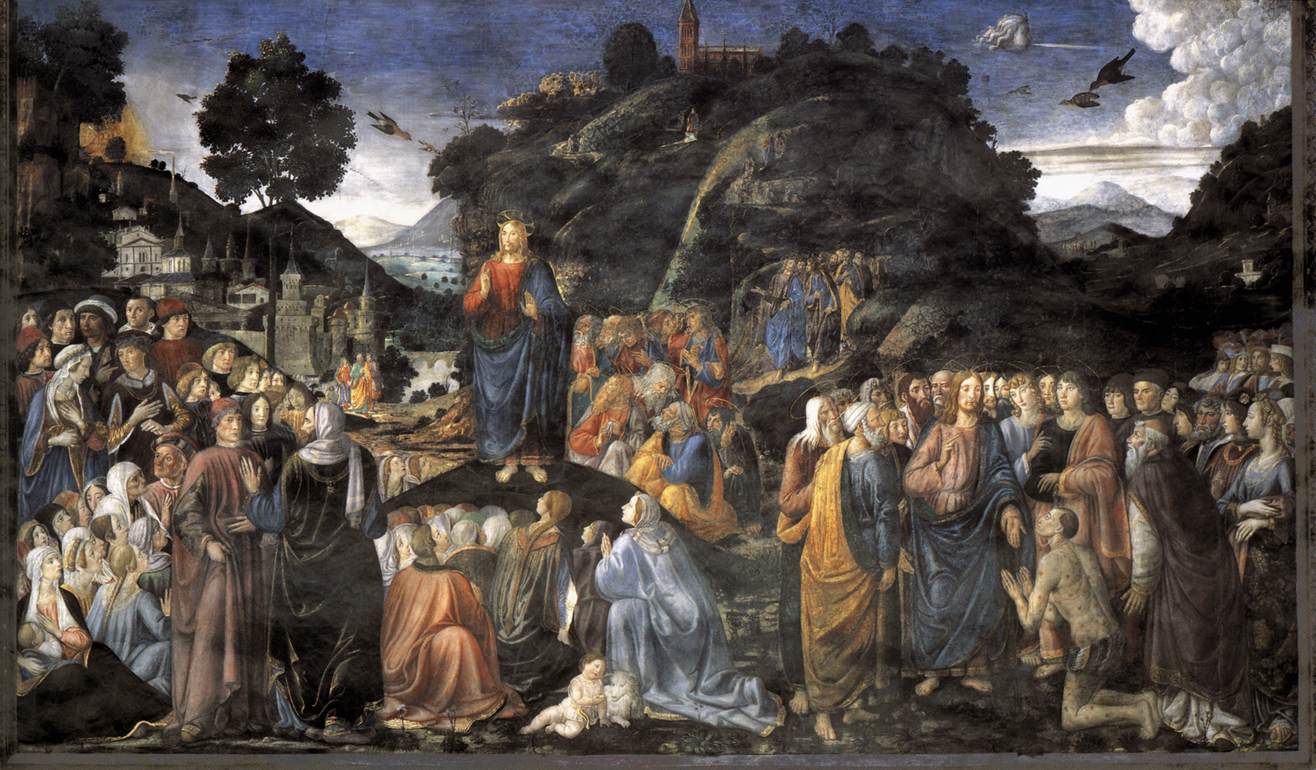
Predica de pe Munte (Cosimo Rosselli, 1481-1482)
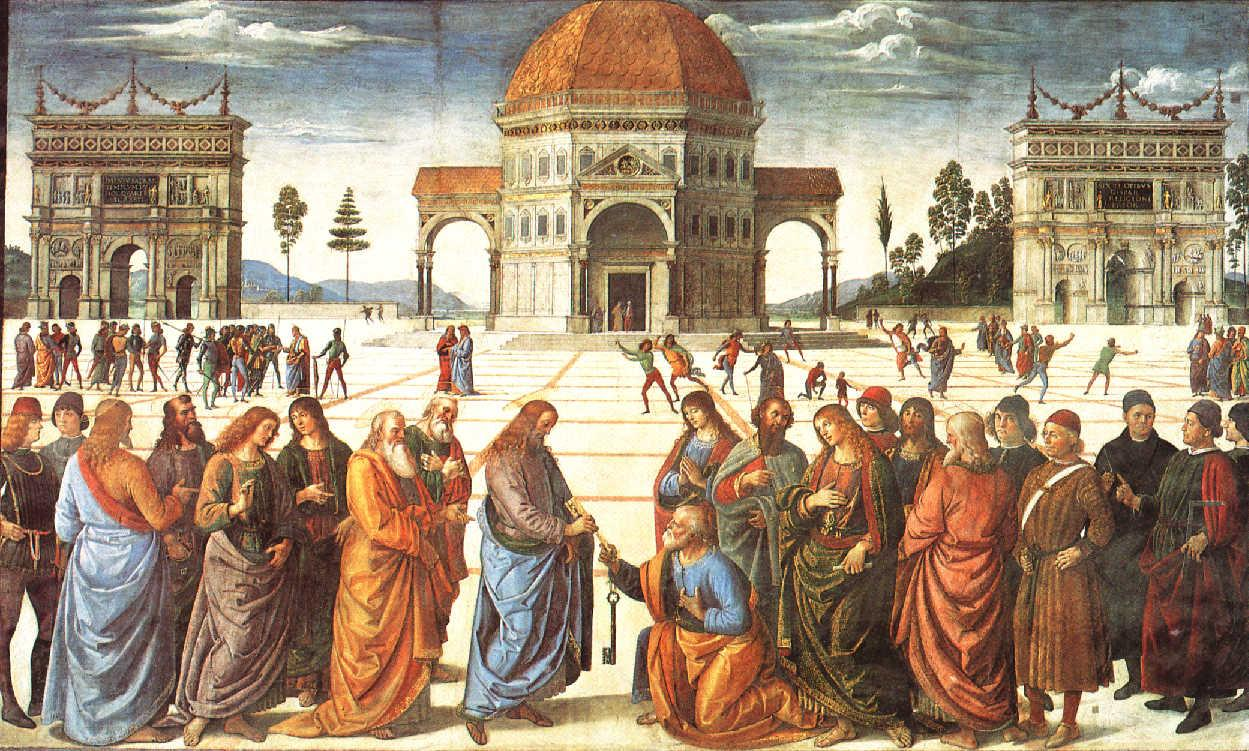
Isus predă cheile împărăției cerurilor lui Petru (Pietro Perugino, 1481-1482)
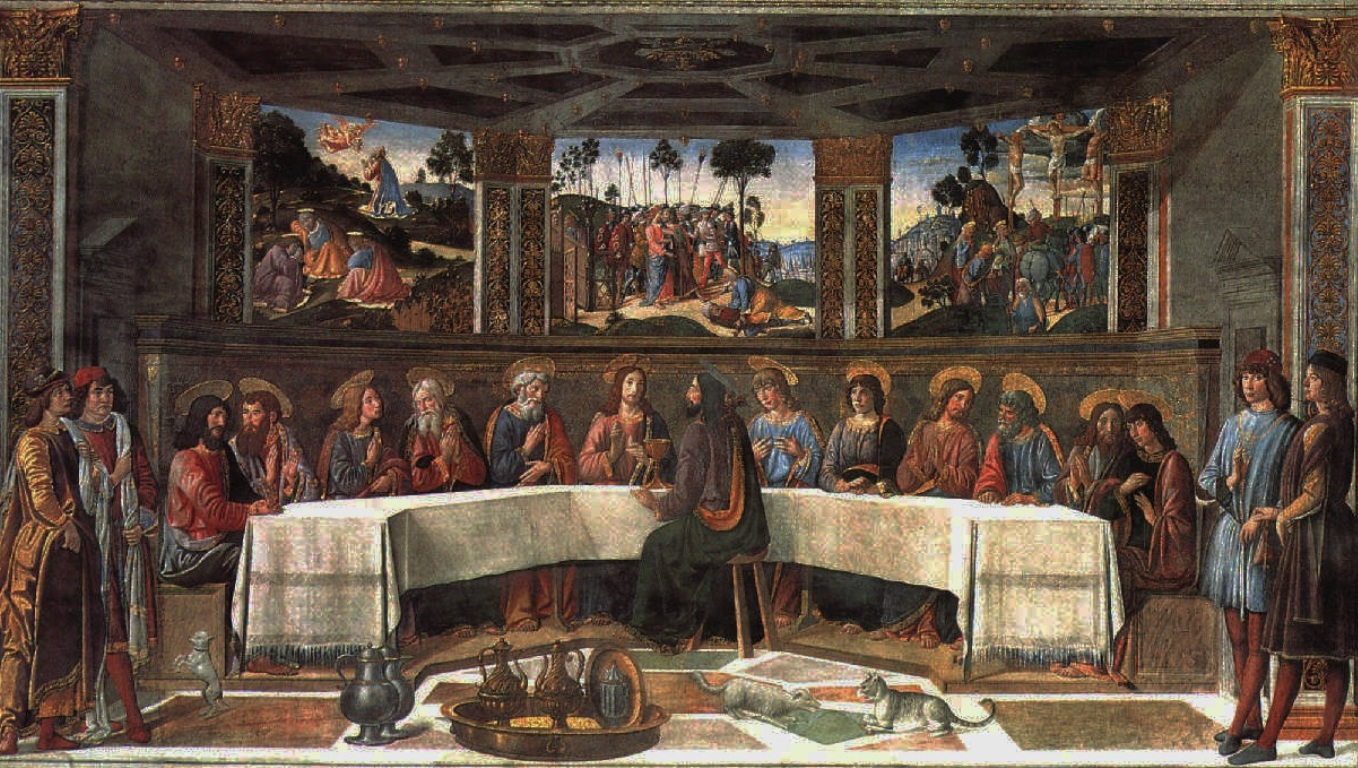
Cina cea de Taină (Cosimo Rosselli, 1481-1482)

- Botezul lui Isus 
(Pietro Perugino, 1482)
- Ispitirea lui Isus 
(Sandro Botticelli, 1481-1482)
- Chemarea primilor ucenici 
 (Domenico Ghirlandaio, 1481-1482)
- Predica de pe Munte
 (Cosimo Rosselli, 1481-1482)
- Isus predă cheile împărăției cerurilor lui Petru
 (Pietro Perugino, 1481-1482)
- Cina cea de Taină 
(Cosimo Rosselli, 1481-1482)

Peretele sudic (scene din viața lui Moise):

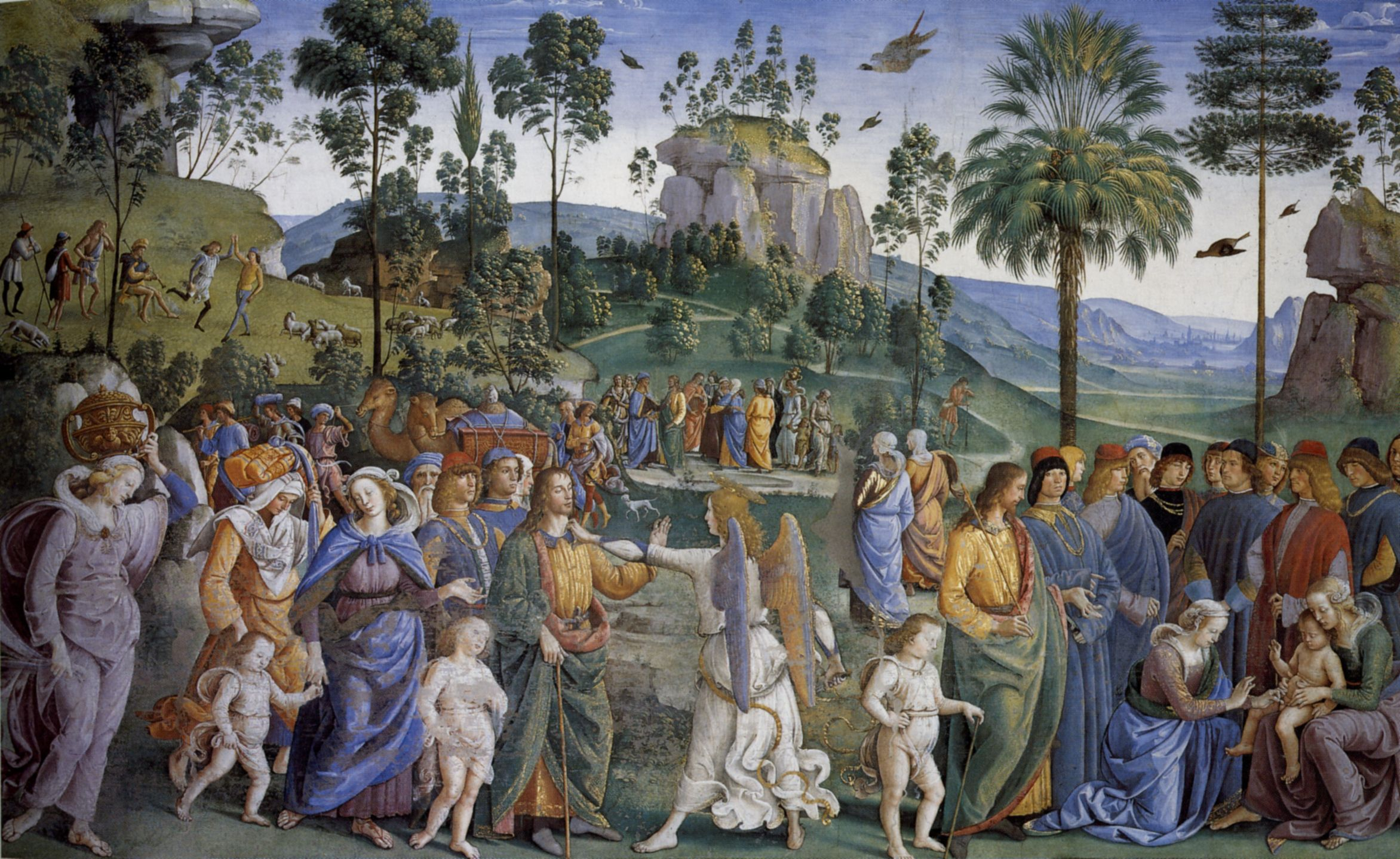
Călătoria lui Moise prin Egipt (Pietro Perugino, 1482)
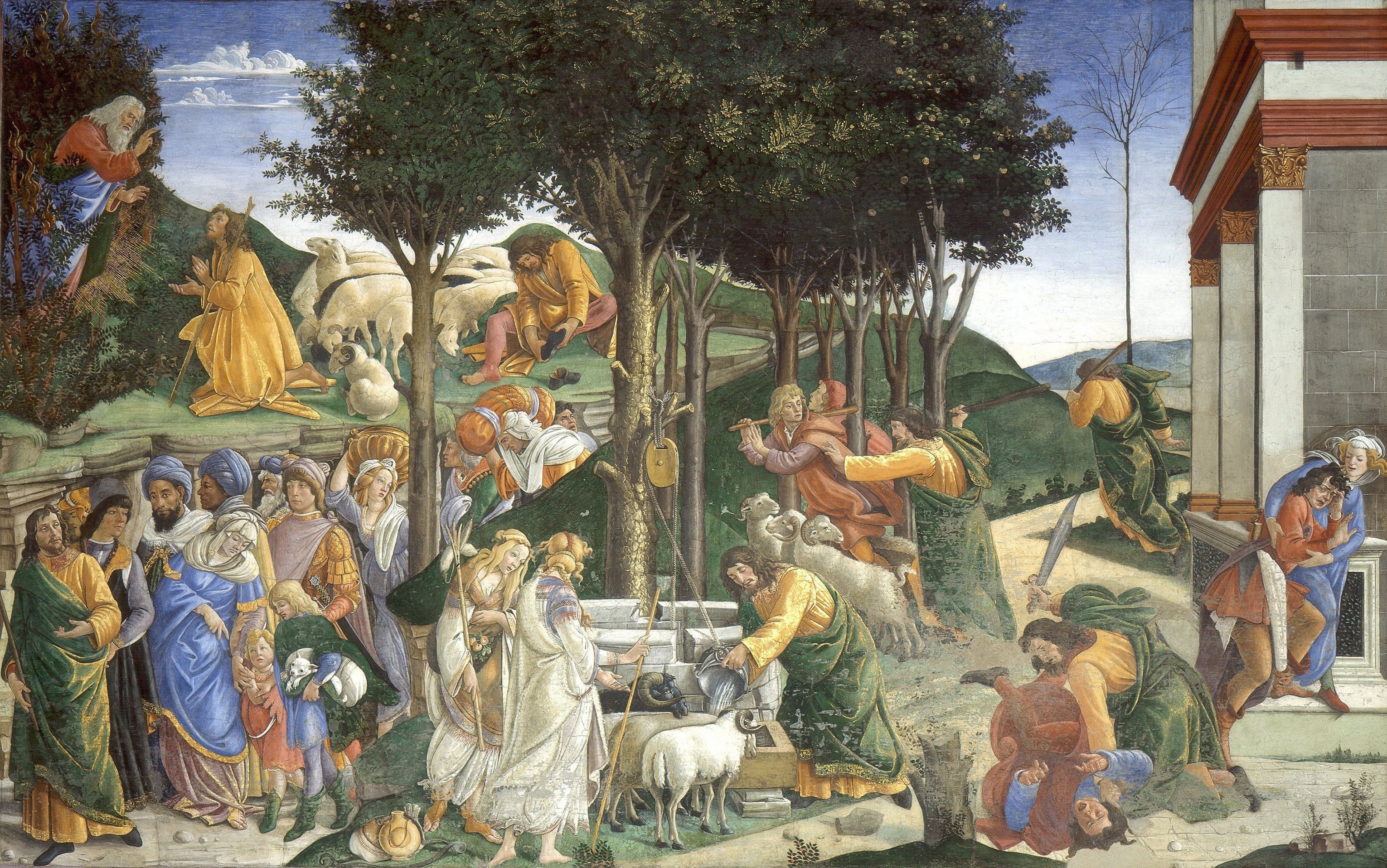
Scene din viața lui Moise (Sandro Botticelli 1481-1482)
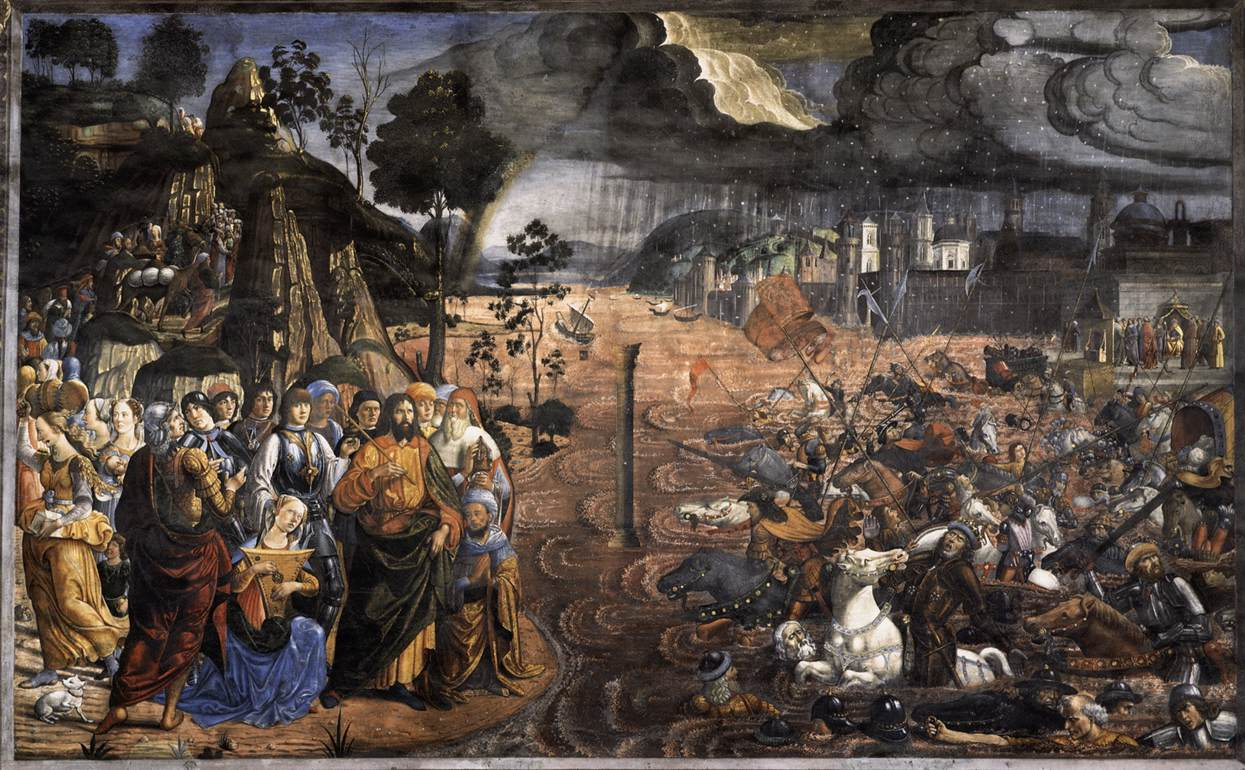
Trecerea Mării Roșii (Cosimo Rosselli, 1481-1482)
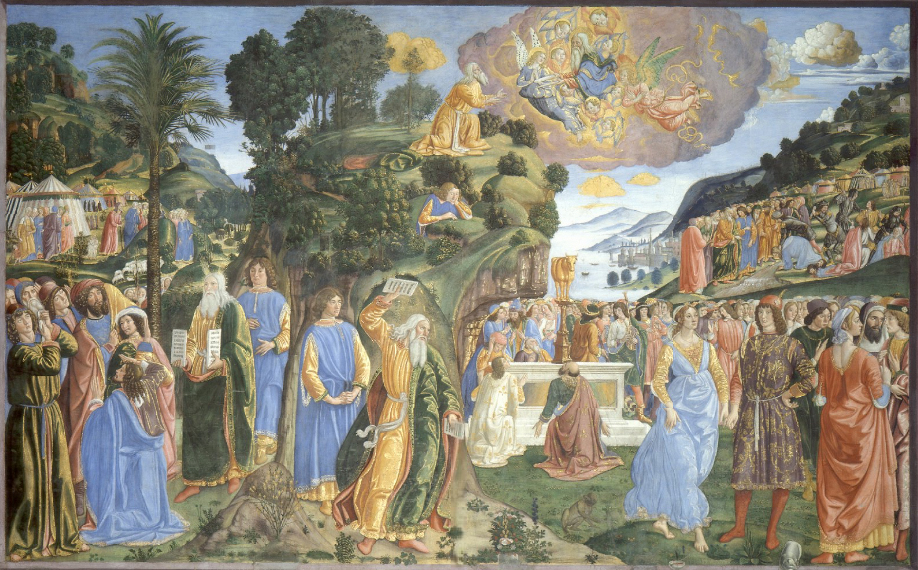
Moise cu Tablele Legii (Cosimo Rosselli, 1481-1482)
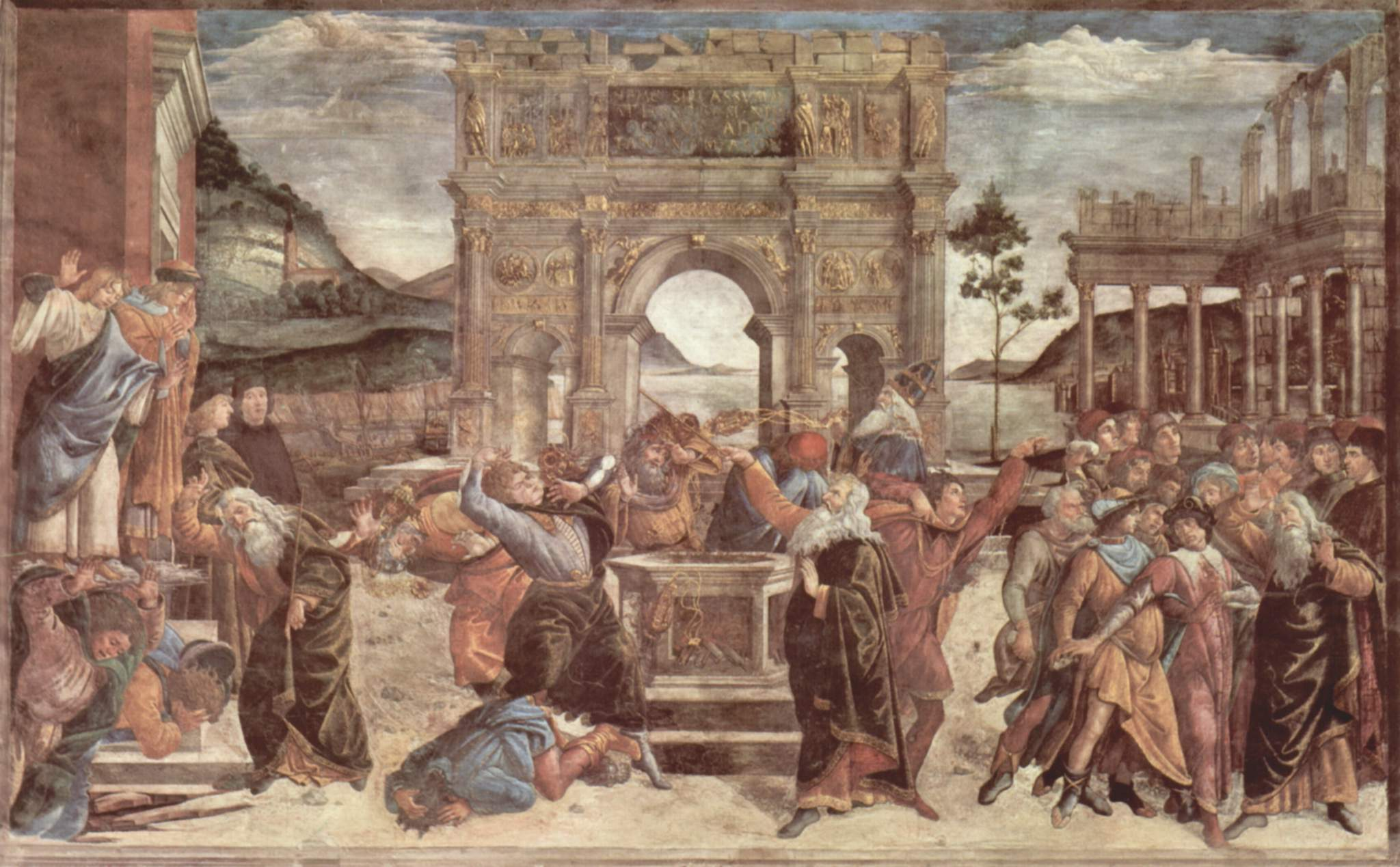
Pedepsirea leviților rebeli Core, Datan și Abiram (Sandro Botticelli, 1482)
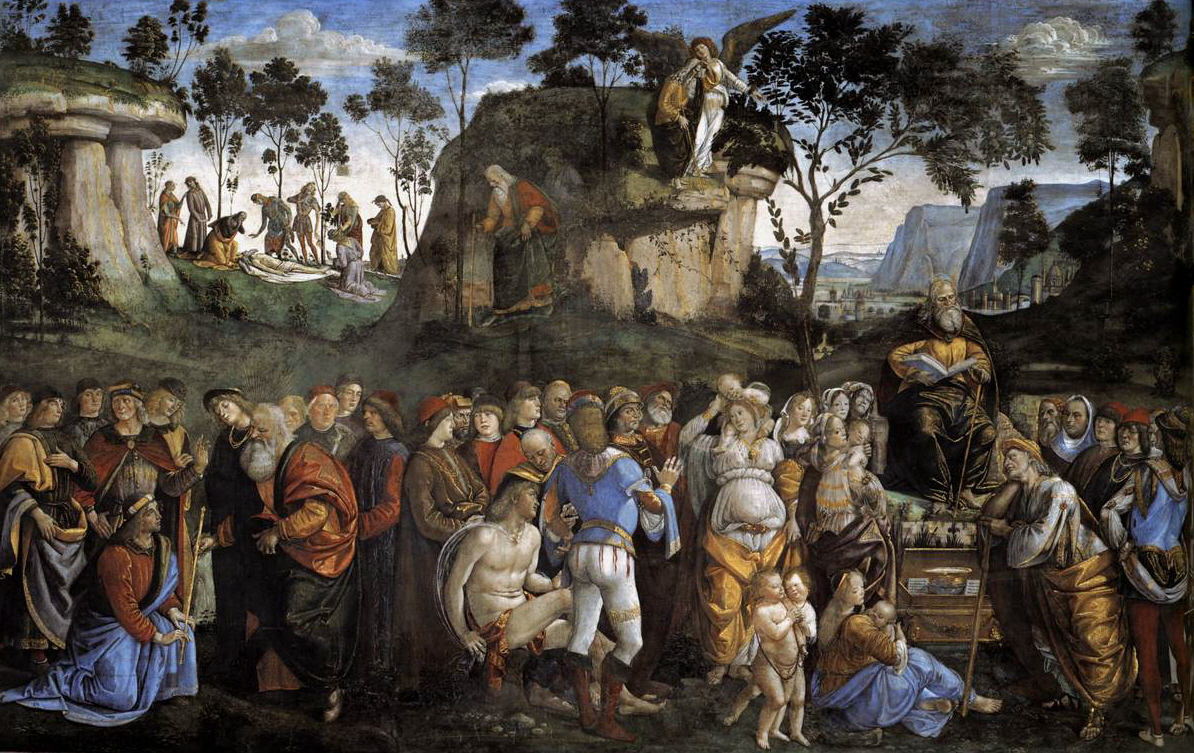
Testamentul și moartea lui Moise (Luca Signorelli, 1481-1482)

- Călătoria lui Moise prin Egipt 
 (Pietro Perugino, 1482)
- Scene din viața lui Moise 
 (Sandro Botticelli 1481-1482)
- Trecerea Mării Roșii 
 (Cosimo Rosselli, 1481-1482)
- Moise cu Tablele Legii 
 (Cosimo Rosselli, 1481-1482)
- Pedepsirea leviților rebeli Core, Datan și Abiram 
 (Sandro Botticelli, 1482)
- Testamentul și moartea lui Moise 
 (Luca Signorelli, 1481-1482)

## Citat
- „Fără să fi văzut Capela Sixtină nu este posibil a-ți forma o idee despre ce este capabil să realizeze omul” (Johann Wolfgang von Goethe)

## Galerie de imagini

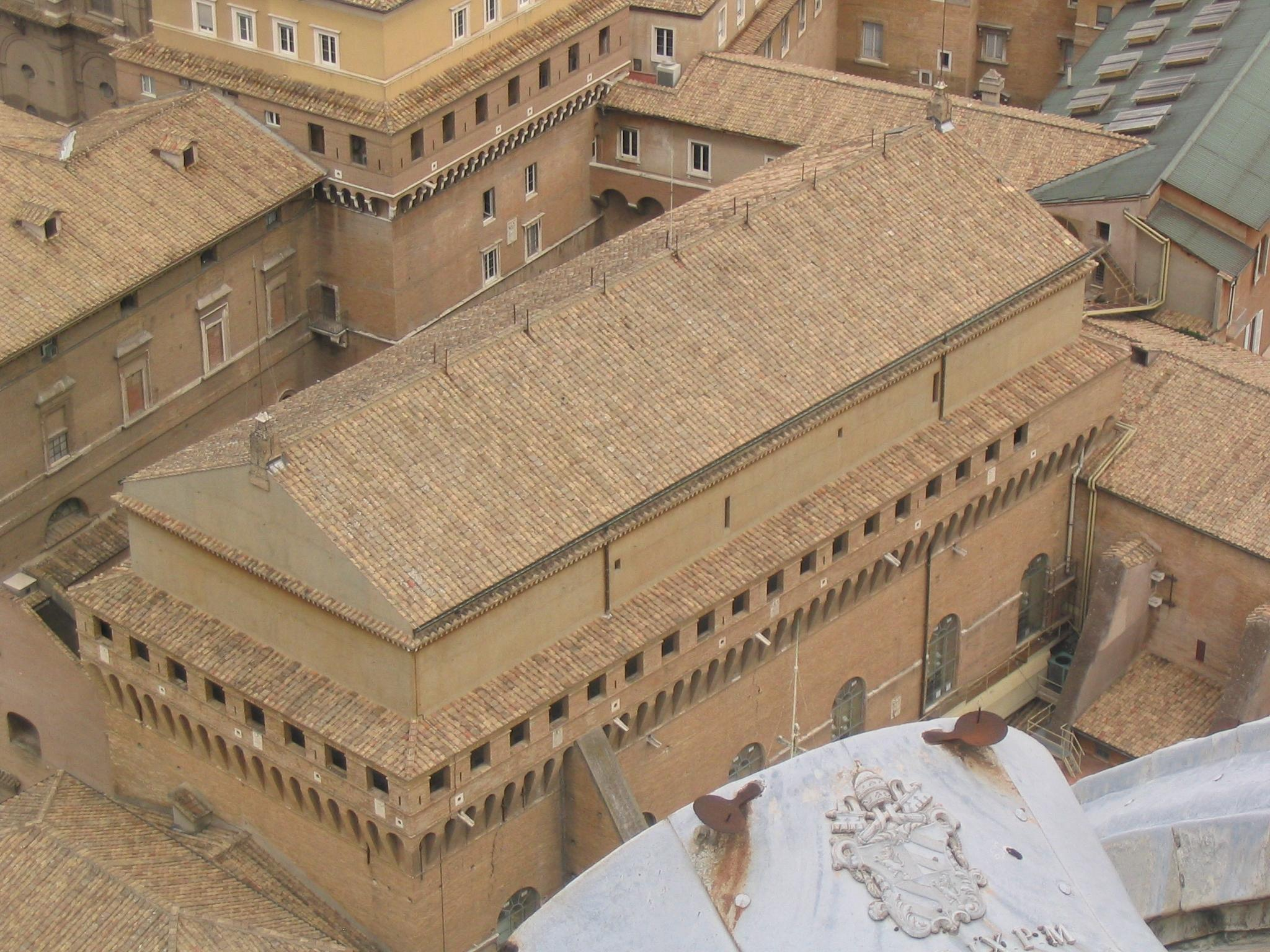
Capela Sixtină (vedere exterioară; în prim plan stema papei Pius al IX-lea)
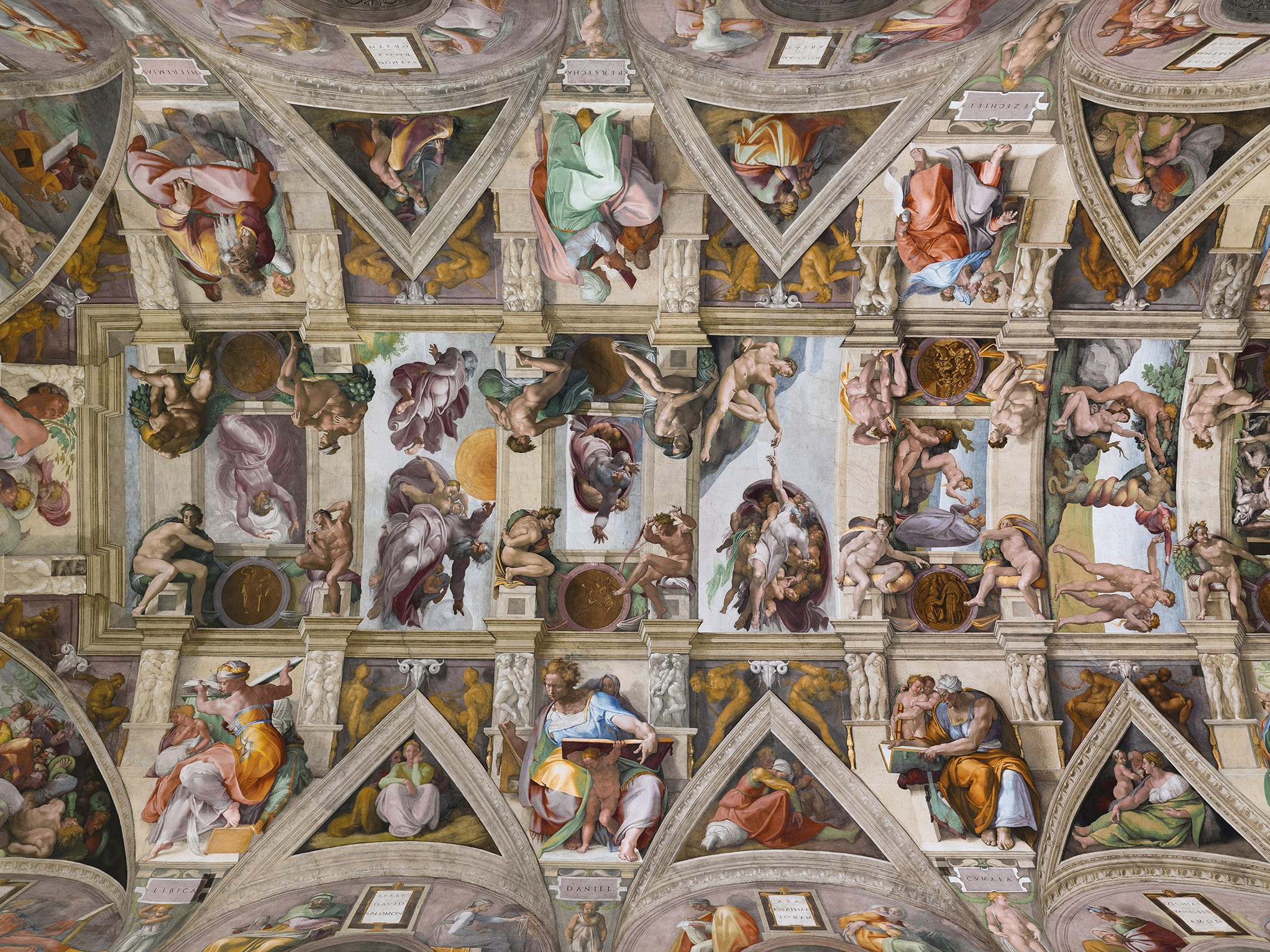
Michelangelo: Tavanul Capelei Sixtine (după restaurare)
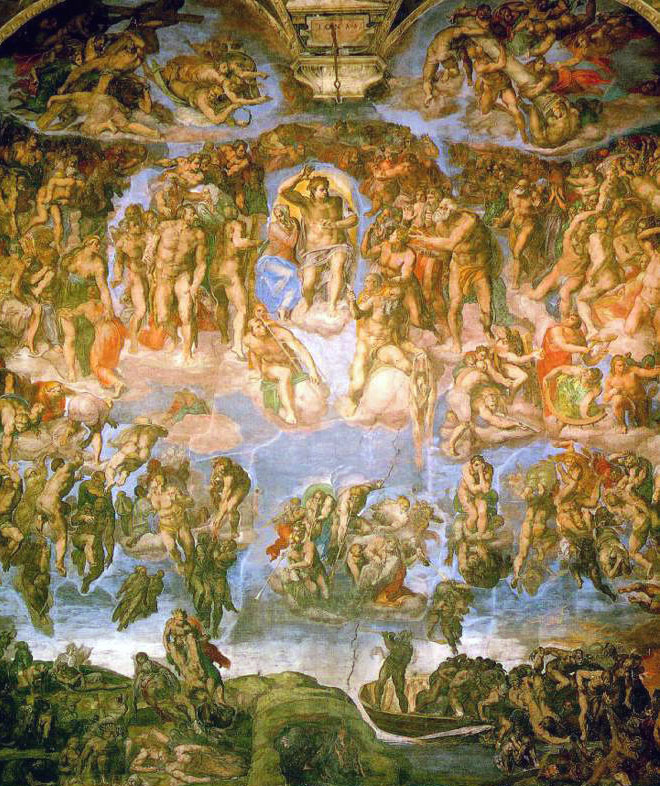
Michelangelo: fresca Judecata de Apoi (1536-41) (după restaurare)
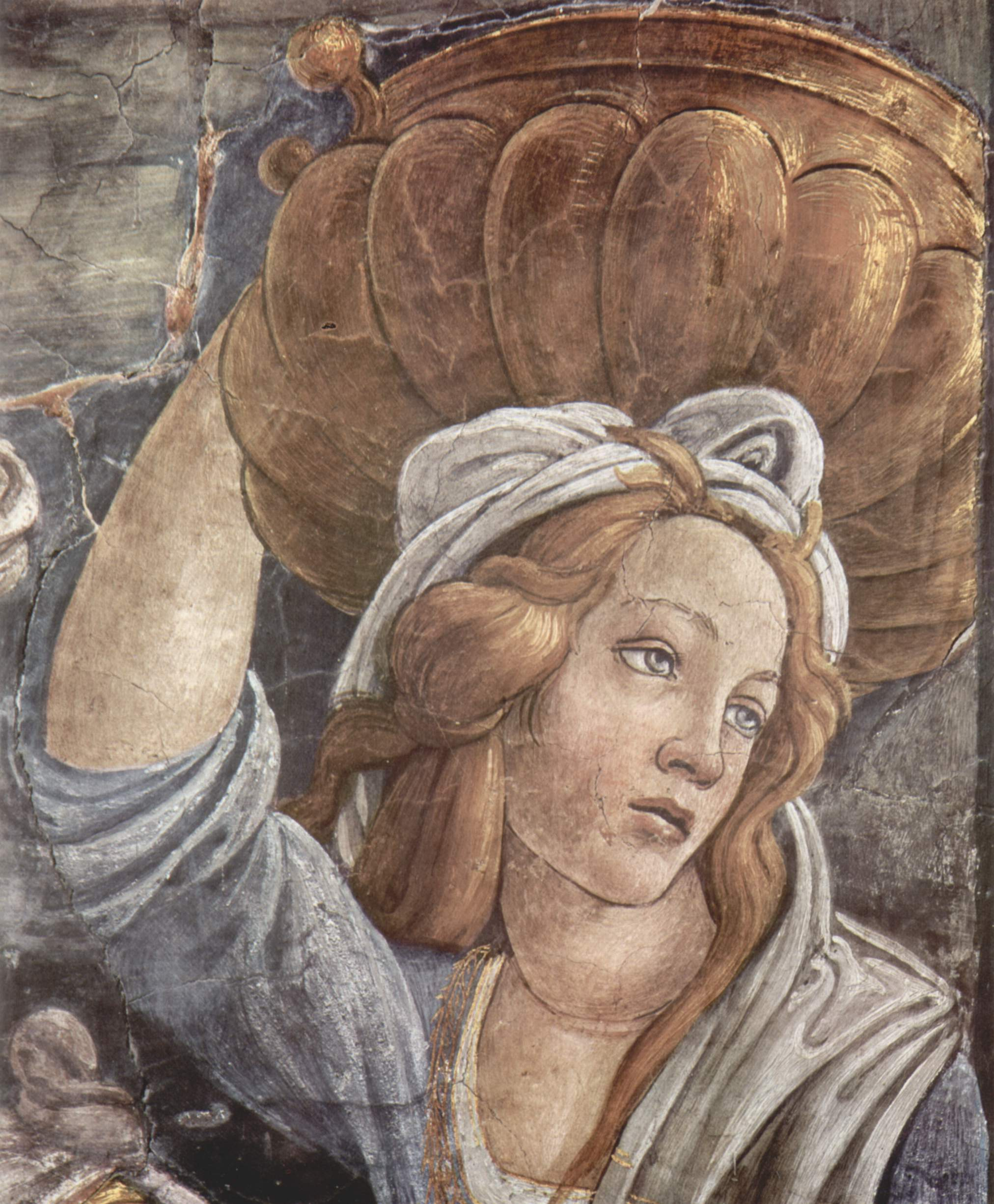
Sandro Botticelli: detaliu din fresca Tinerețea lui Moise (1481-82)